# 천지창조

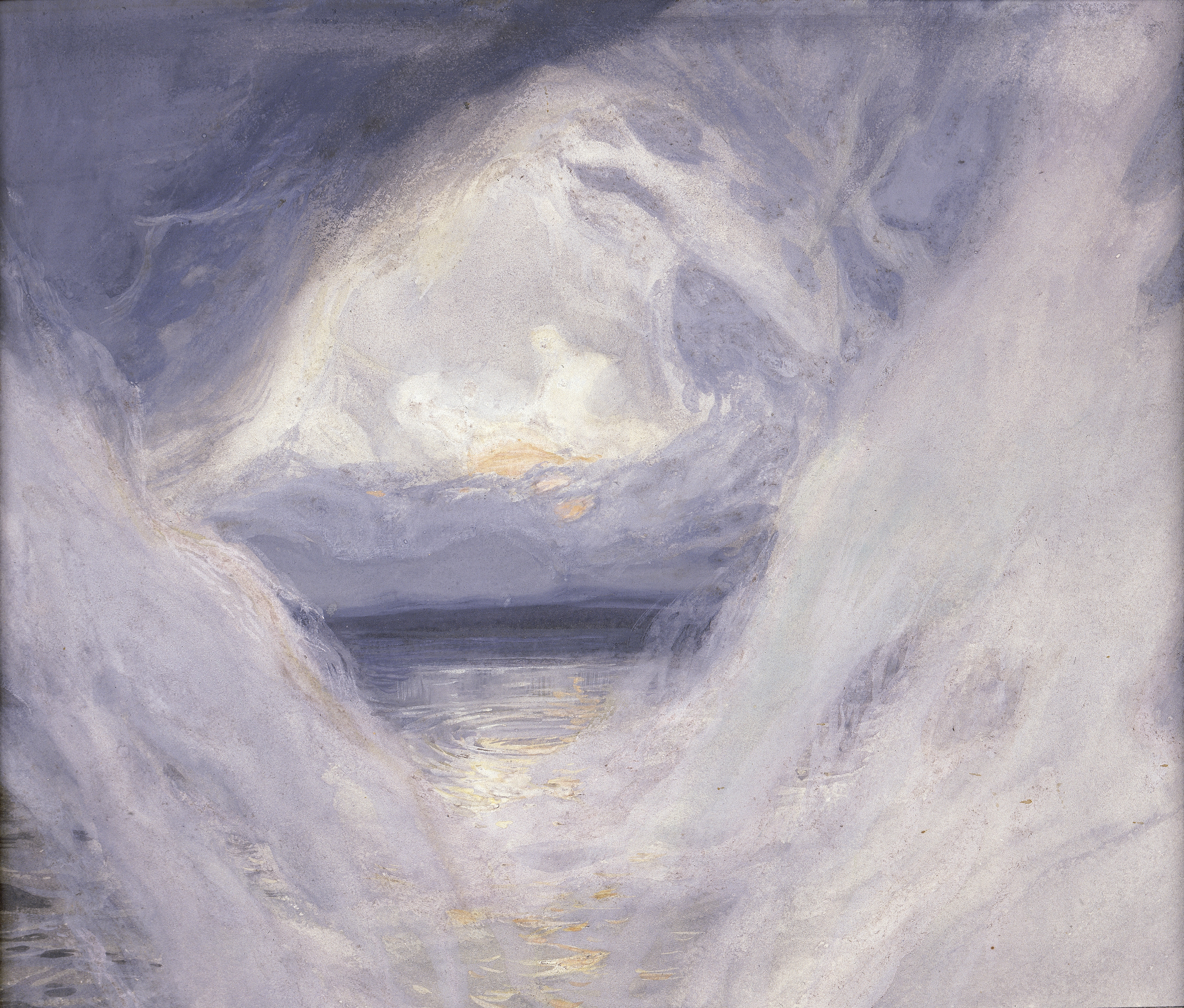
제임스 티소 (1836–1902)의 천지창조

천지창조(天地創造)는 유대교와 기독교의 창조 신화로, 창세기 1장과 2장에 기록되어 있다. 유대교와 기독교 전통에서는 1장과 2장이 단일한 이야기로 보지만, 현대 성서비평학학자들은 이 이야기를 서로 다른 자료에서 가져온 두 개의 다른 이야기로 구성된 복합적인 작품으로 본다.
창세기 1장 1절부터 2장 3절까지의 첫 번째 창조 이야기는 학자들이 제사장 문서(P)라고 부르는 출처에서 비롯되었으며, 주로 기원전 6세기로 추정된다. 이 이야기에서 엘로힘(히브리어로 "신"을 뜻하는 일반적인 단어)은 엿새 동안 하늘과 땅을 창조하고, 일곱째 날에는 쉬고 축복한다(안식일). 창세기 2장의 나머지 부분을 차지하는 두 번째 이야기는 주로 야훼문서(J)에서 비롯되었으며, 일반적으로 기원전 10세기 또는 9세기로 추정된다. 이 이야기에서 신(이제는 야훼라는 인칭 이름으로 불린다)은 흙으로 첫 남자 아담을 창조하고 그를 에덴 동산에 둔다. 그곳에서 그는 동물들을 다스리는 권한을 부여받는다. 첫 여자 하와는 그의 동반자로 아담의 갈비뼈에서 창조된다.
모세오경의 첫 번째 주요 초안(J)은 기원전 7세기 후반 또는 6세기에 작성되었으며, 나중에 다른 저자들(P 출처)에 의해 오늘날 알려진 창세기와 매우 유사한 작품으로 확장되었다고 여겨진다. 텍스트의 저자들은 메소포타미아 신화와 고대 근동 우주론의 영향을 받았으며, 그들로부터 여러 주제를 차용하여 유일신에 대한 믿음과 통합시켰다. 결과적으로 일신교를 긍정하고 다신교를 부정함으로써 창세기는 메소포타미아 창조 신학에 대한 비판이기도 하다.

## 구성

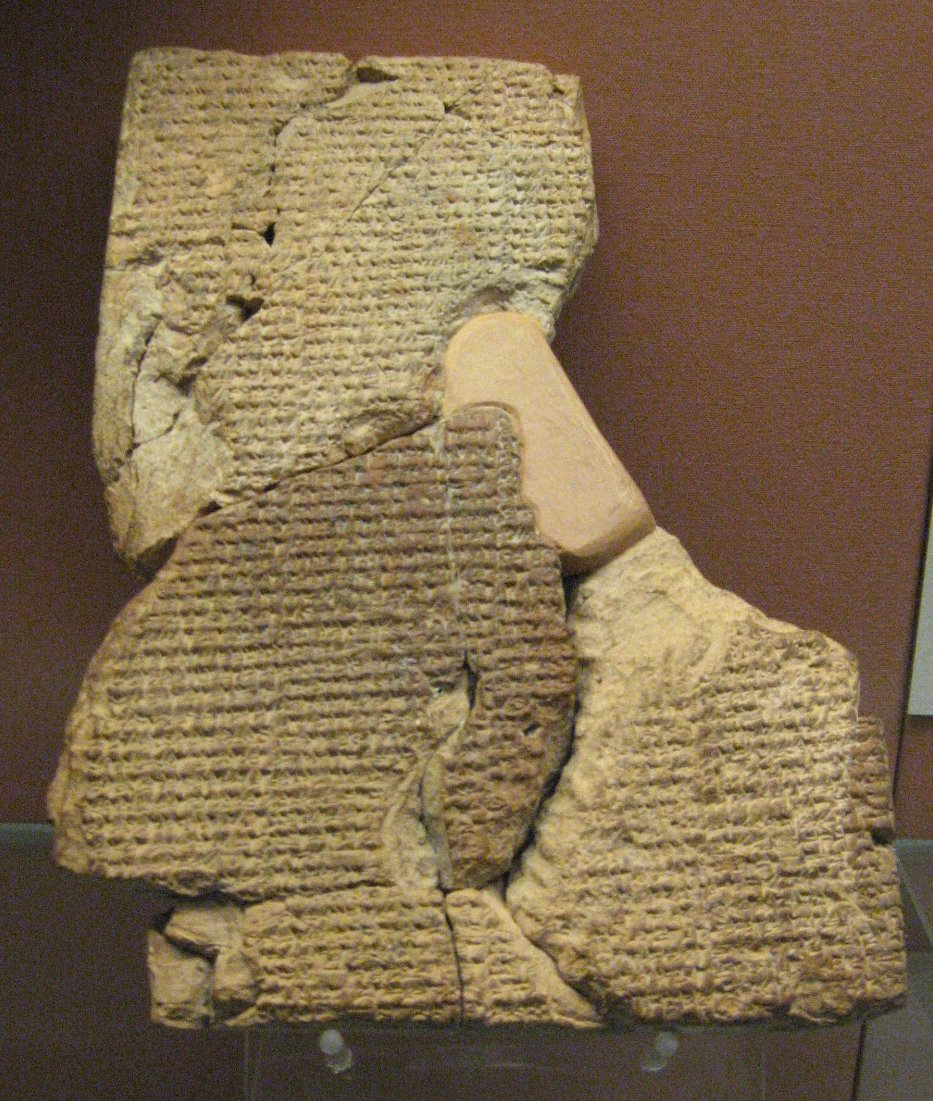
쐐기 문자로 쓰인 아트라하시스 서사시를 담은 대영박물관의 서판

### 장르
학술 논문에서는 창세기를 '신화'로 정의한다. 이는 사회에서 근본적인 역할을 하는 이야기로 주로 구성된 민속 장르로써, 일반적인 정의인 허구의 믿음과는 대조되는 개념이다.

### 저작권 및 연대 측정
정통 유대인과 근본주의 기독교인들은 창세기의 저자를 모세에게 "신앙의 문제"로 돌리지만, 모세 저작설은 11세기부터 의문이 제기되었고 17세기부터는 학계에서 거부되었다. 성서비평학 학자들은 창세기가 다음 네 권의 책(유대인들이 토라라고 부르고 성서학자들이 모세오경이라고 부르는 것)과 함께 "많은 사람들과 시대의 산물인 복합적인 작품"이라고 결론 내린다.
창조 설화는 서로 다른 출처에서 가져온 두 개의 개별적인 이야기로 구성되어 있다. 창세기 1장 1절부터 2장 3절까지의 첫 번째 이야기는 학자들이 제사장 문서(P)라고 부르는 출처에서 비롯되었으며, 주로 기원전 6세기로 추정된다. 더 오래된 두 번째 이야기는 창세기 2장의 나머지 부분을 차지하며 주로 야훼문서(J)에서 비롯되었으며, 일반적으로 기원전 10세기 또는 9세기로 추정된다.
두 이야기가 언제 합쳐져 현재의 최종 형태에 도달했는지에 대해서는 아직 명확한 결론이 없다. 오늘날 성서학자들 사이에서 일반적인 가설은 모세오경이 기원전 7세기 또는 6세기에 처음으로 집대성되었다는 것이다. 그 외에는 창세기의 처음 11개 장, 즉 원역사로 알려진 부분이 작품의 내용과 히브리어 성경의 다른 부분 사이의 불연속성을 바탕으로 기원전 3세기에나 집대성되었다는 .
상당한 관심과 논란을 불러일으킨 "페르시아 제국 승인"은 페르시아인들이 기원전 538년 바빌론 정복 이후 예루살렘에 제국 내에서 상당한 수준의 지역 자치권을 부여하는 데 동의했지만, 지역 당국이 전체 공동체에서 수용되는 단일 법전을 만들 것을 요구했다고 제안한다. 이 이론에 따르면, 공동체에는 두 개의 강력한 집단이 있었다: 성전을 통제하는 사제 가문과 "장로들"을 구성하는 지주 가문으로, 이들은 여러 문제에 대해 갈등하고 있었다. 각 집단은 자신만의 "기원 역사"를 가지고 있었지만, 페르시아의 크게 증가된 지역 자치권 약속은 단일 텍스트를 만드는 데 협력할 강력한 동기를 제공했다.

### 두 이야기
창조 설화는 대략 창세기 책의 첫 두 장에 해당하는 두 개의 이야기로 이루어져 있다. (원래 히브리어 텍스트에는 장 구분이 없다. 성경의 장과 절 참조).
첫 번째 이야기에서 창조주 신은 "엘로힘"(히브리어로 신을 뜻하는 일반적인 단어)으로 언급되는 반면, 두 번째 이야기에서는 복합적인 신성한 이름인 "야훼 엘로힘"으로 언급된다. 콜린스와 같은 전통적인 유대교 및 복음주의 학자들은 이를 단일 저자의 문체 변화로 설명하는데, 예를 들어 첫 번째 이야기에서 하늘과 땅을 스스로 창조한 신의 단일성과 초월성을 강조하기 위함이다. 반대로 리처드 엘리엇 프리드먼과 같은 비판적 학자들은 이를 다수 저작의 증거로 본다. 프리드먼은 원래 J 문서는 "주"(야훼)라는 칭호만 사용했지만, 나중에 편집자가 "엘로힘"을 추가하여 복합적인 이름을 형성했다고 말한다. " 따라서 이는 편집자(R)가 '엘로힘'만을 사용하는 P 창조 이야기에서 '야훼'라는 이름만을 사용하는 J 이야기로의 전환을 부드럽게 하려는 노력이었던 것으로 보인다."
첫 번째 이야기는 신성한 명령과 성취, 그리고 "저녁이 되고 아침이 되니 [몇]째 날이라"는 구절이 창조의 엿새 동안 반복되는 구조를 사용한다. 처음 사흘 동안은 분리의 행위가 있다. 첫째 날은 어둠에서 빛을, 둘째 날은 "위의 물"과 "아래의 물을", 셋째 날은 바다에서 땅을 나눈다. 다음 사흘 동안은 이러한 분리된 곳들이 채워진다. 넷째 날은 해, 달, 별로 어둠과 빛을 채우고, 다섯째 날은 물고기와 새들로 바다와 하늘을 채우며, 마지막으로 육상 생물과 인류가 땅을 채운다.
두 번째 이야기에서 야훼는 흙으로 첫 남자 아담을 창조하고 그를 에덴 동산에 둔다. 그곳에서 그는 동물들을 다스리는 권한을 부여받는다. 첫 여자 하와는 그의 동반자로 아담의 갈비뼈에서 창조된다.
창세기 2장 4절에는 "이것이 천지가 창조될 때의 내력이라"는 문학적 다리가 설치된다. 이는 창세기 1장의 첫 줄인 "태초에 하느님이 천지를 창조하시니라"의 반복이며, 다음 구절인 "...주 하느님이 땅과 하늘을 만들던 날에"에서 역전된다. 이 구절은 창세기 전체에서 사용되는 10개의 "세대"(히브리어: תולדות) 구절 중 하나로, 책에 문학적 구조를 제공한다. 이 구절들은 일반적으로 다음에 오는 내용의 제목 역할을 하지만, 이 구절의 위치는 이 시리즈 중 첫 번째이기에 많은 논쟁의 대상이 되어 왔다.
창세기 1장과 2장의 중복되는 이야기들은 일반적으로 모순되지만 상호 보완적인 것으로 간주되며, 첫 번째 이야기(P 이야기)는 전체 우주의 창조를 다루는 반면, 두 번째 이야기(J 이야기)는 도덕적 주체이자 환경을 경작하는 인간에게 초점을 맞춘다.

### 메소포타미아의 영향

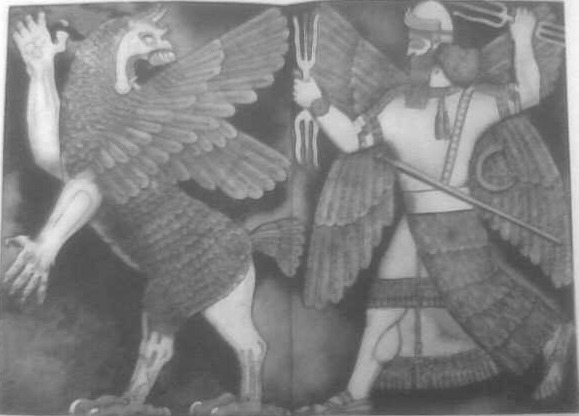
바빌론의 신 마르두크가 태초의 혼돈의 용 티아마트를 파괴한다.

비교신화학은 유대 신화에 대한 역사 문화적 관점을 제공한다. 창세기 창조 설화의 두 출처는 모두 메소포타미아 신화의 영향을 받았으며, 그들로부터 여러 주제를 차용했지만 이스라엘 종교에 맞게 조정하고 통합하였다. 또한 고대 이스라엘의 이웃 민족들의 다신론적 창조 신화에 반대하는 일신론적 창조를 확립했다.
창세기 1장은 에누마 엘리시, 즉 바빌로니아 신화의 창조 신화와 여러모로 유사하다. 에누마 엘리시는 두 원시 존재인 수신 압수와 염신 티아마트로 시작한다. 첫 신들은 그들의 성적 결합에서 태어났다. 어린 신들은 압수와 티아마트를 모두 죽였다. 신들의 지도자인 마르두크는 티아마트의 몸을 둘로 갈라 세상을 만든다. 한쪽으로는 티아마트의 위 물을 막기 위한 돔 모양의 창공을 하늘에 만들고, 다른 한쪽으로는 아래 물을 막기 위한 마른 땅을 형성한다. 마르두크는 그 후 천체를 조직하고 신들에게 우주를 유지하는 임무를 부여한다. 신들이 자신들의 일에 불평하자, 마르두크는 신 킹구의 피로 인간을 창조한다. 감사하는 신들은 바빌론에 마르두크를 위한 신전을 짓는다. 이는 가나안 신 바알이 7일 동안 자신을 위한 우주적 신전을 짓는 바알 사이클과 유사하다.
창세기 1장과 에누마 엘리시는 모두 혼돈에서 질서를 가져오는 창조를 보여준다. 창조 전의 세계에는 우주 대양 외에는 아무것도 없었다. 창조 중에 돔 모양의 창공이 설치되어 물을 막고 지구를 사람이 살 수 있도록 만들었다. 둘 다 "인간"이라 불리는 인간의 창조와 신을 위한 신전 건설로 끝난다(창세기 1장에서는 이 신전이 전체 우주이다).
그러나 에누마 엘리시와 대조적으로, 창세기 1장은 일신론적이다. 신의 기원(신통기)에 대한 설명이 없으며, 메소포타미아 창조 이야기들을 특징짓는 혼돈을 질서로 환원하려는 저항(그리스어: 티아마티아, 문자 그대로 "신 싸움")의 흔적도 없다. 에누마 엘리시의 신들은 부도덕하며, 제한된 힘을 가지고 있고, 인간을 자신들의 노예로 창조한다. 그러나 창세기 1장에서는 신이 전능하다. 그는 신의 형상대로 인간을 창조하고 그들의 안녕을 돌보며, 모든 생명체에 대한 지배권을 부여한다.
에누마 엘리시는 창세기 2장에도 흔적을 남겼다. 둘 다 창조가 시작된 순간에 존재하지 않았던 것에 대한 일련의 진술로 시작한다. 에누마 엘리시는 창조가 시작되는 지점(바다 속)에 샘이 있으며, 이는 창세기 2:6의 "온 지면을 적시던" 샘(육지 위; 창세기 2장은 "건조한" 창조 이야기로 유명하다)과 유사하다. 두 신화 모두에서 야훼/신들은 먼저 인간을 창조하여 자신들을 섬기게 하고, 그 다음 동물과 식물을 창조한다. 동시에 창세기 1장과 마찬가지로 유대 버전은 바빌로니아 모델을 대폭 변경했다. 예를 들어, 하와는 4:1에서 "야훼와 함께 남자를 창조했다"고 말할 때 대지모신의 역할을 채우는 것처럼 보이지만, 근동 신화와 달리 신성한 존재로 묘사되지는 않는다.
창세기 2장은 두 번째 메소포타미아 신화인 아트라하시스 서사시와 밀접한 유사점을 보인다. 이 유사점은 창세기 2-11장 전체, 즉 창조부터 홍수와 그 여파까지 이어진다. 이 둘은 신성한 정원과 정원에서 첫 인간의 역할, 흙과 신성한 물질의 혼합으로 인간 창조, 영생의 기회 등 신화소를 공유하며, 신(들)과 동물간의 관계가 점진적으로 발전한다는 유사한 주제를 갖고 있다.

### 우주론
창세기 1-2장은 고대의 과학 사상을 반영한다. E. A. 스파이저의 말에 따르면, "창조에 관해 성경 전통은 바빌로니아 과학의 전통적 교리와 일치했다." 창세기 1장의 첫 구절인 "태초에 하느님이 천지를 창조하시니라"는 저자(들)의 신념, 즉 야훼, 이스라엘의 신이 창조에 대한 전적인 책임이 있으며 경쟁자가 없었다는 믿음을 요약한다. 나중에 그리스 철학에서 아이디어를 받아들인 유대 사상가들은 신의 지혜, 로고스, 그리고 성령이 만물을 침투하여 통일성을 부여했다고 결론 내렸다. 기독교는 이러한 아이디어를 받아들여 예수를 창조적인 말씀과 동일시했는데, "태초에 말씀이 계시니라 이 말씀이 하느님과 함께 계셨으니 이 말씀은 곧 하느님이시니라" (요한 복음 1:1)에서 볼 수 있다. 유대인들이 그리스 사상과 접촉했을 때, 창세기 이야기의 근본적인 우주론이 크게 재해석되었다. 성경 저자들은 우주를 중앙에 납작한 원반 모양의 지구, 아래에는 죽은 자들을 위한 지하세계, 위에는 하늘이 있는 것으로 생각했다. 지구 아래에는 "혼돈의 물", 즉 신화 속 괴물들이 하느님에게 패배하고 죽임을 당한 곳인 우주 바다가 있었다. 출애굽기 20:4에서 하느님은 "땅 아래 물속에 있는 아무 형상이든지 만들지 말라"고 경고한다. 지구 위에도 물이 있었으므로, 고체 그릇인 라키아(창공)가 세상이 물에 잠기는 것을 막기 위해 필요했다. 헬레니즘 문명 동안, 이러한 개념은 그리스 철학자들이 상상한 보다 "과학적인" 모델로 대체되었는데, 이 모델에 따르면 지구는 태양, 달, 별, 행성을 포함하는 동심원상의 천구들의 중심에 있는 구형이었다.
신이 아무것도 없는 상태에서 세상을 창조했다는 생각(ex nihilo)은 오늘날 이슬람교, 기독교, 유대교의 중심이 되었다. 실제로 중세 유대 철학자 마이모니데스는 이것이 세 종교가 공유하는 유일한 개념이라고 생각했지만, 창세기나 히브리어 성경 전체에는 직접적으로 나타나지 않는다. 월튼에 따르면, 창세기 1장의 제사장 문서 저자들은 물질의 기원(신이 살 수 있는 우주를 형성한 물질)이 아니라, 우주가 기능하도록 역할을 부여하는 데 관심이 있었다. 그러나 존 데이는 창세기 1장이 물질적 우주의 창조에 대한 설명을 분명히 제공한다고 생각한다. 그럼에도 불구하고, 이 교리는 서기 2세기 초에는 아직 완전히 발전하지 않았지만, 초기 기독교 학자들은 세계 형성의 개념과 신의 전능함 사이에 긴장이 있음을 보기 시작했다. 3세기 초에는 이러한 긴장이 해소되었고, 세계 형성은 극복되었으며, 무에서 유를 창조하는 것은 기독교 신학의 근본적인 교리가 되었다.

### 다른 성경적 창조 기록
창세기 설화가 성경의 유일한 창조 기록은 아니다. 성경은 두 가지 대조적인 창조 모델을 보존하고 있다. 첫 번째는 "로고스"(말씀) 모델로, 지고신이 잠재된 물질을 "말씀"으로 존재하게 한다. 창세기 1장은 말씀으로 창조된 예시이다.
두 번째는 "아곤"(투쟁 또는 전투) 모델로, 신이 바다의 괴물들과의 전투에서 승리함으로써 자신의 주권과 힘을 드러낸다. 성경에는 완전한 전투 신화가 보존되어 있지 않다. 그러나 이사야 27:1, 이사야 51:9–10, 욥기 26:12–13에 그러한 신화에 대한 단편적인 암시가 있다. 이 구절들은 하느님이 혼돈의 세력을 어떻게 물리쳤는지 묘사한다. 이 세력들은 바다괴물로 의인화되어 있다. 이 괴물들은 얌(바다), 나하르(강), 레비아탄(꼬불꼬불한 것), 라합(교만한 것), 탄닌(용)으로 다양하게 명명된다.
시편 74편과 이사야 51장은 신이 물의 신들을 물리침으로써 세상을 창조했다는 가나안 신화를 회상한다: "깰지어다, 깰지어다! ...라합을 쳐서 토막 내고 용을 찌른 이는 주님이시며! 바다를 말리고 큰 깊음의 물을 말린 이는 주님이시며, 구원받은 자들이 건널 길을 바다의 깊은 곳에 만든 이는 주님이시며..."

## 첫 번째 이야기: 창세기 1장 1절–2장 3절

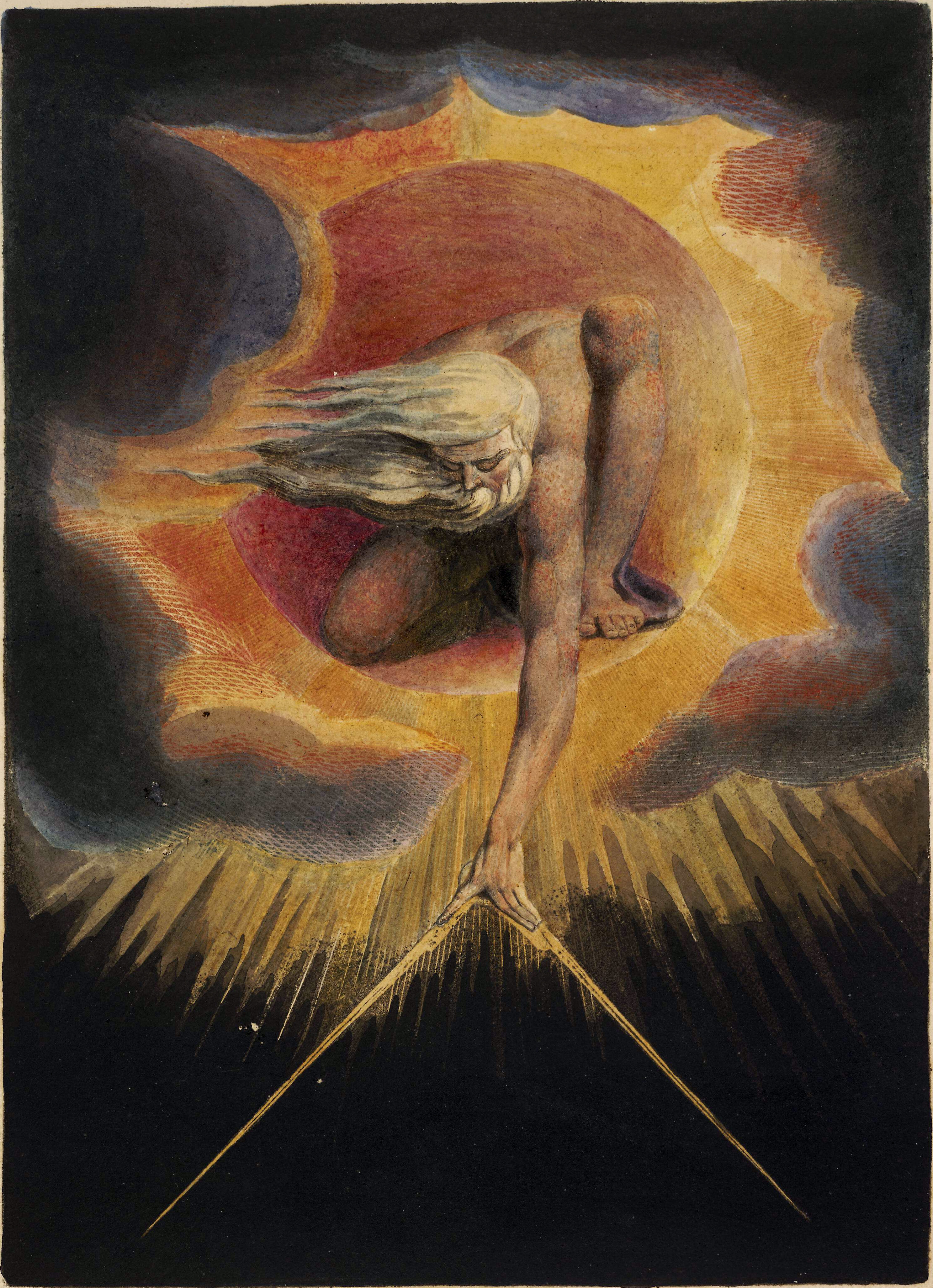
윌리엄 블레이크의 《옛적부터 항상 계신 이》 (사본 D, 1794)

### 배경
첫 창조 기록은 7일로 나뉘는데, 신은 빛(1일), 하늘(2일), 땅, 바다, 식물(3일), 해와 달(4일), 공중과 바다의 동물(5일), 육상 동물과 사람(6일)을 창조한다. 신은 7일째 되는 날 창조의 일에서 쉬셨는데, 이 날이 안식일이다.
고대 문서에서 숫자의 사용은 종종 사실적이기보다는 수비학적이었다. 즉, 숫자는 저자에게 어떤 상징적 가치를 지녔기 때문에 사용되었다. 신성한 완성을 나타내는 숫자 7은 창세기 1장 전체에 스며들어 있다. 1장 1절은 7개의 단어로 구성되어 있고, 1장 2절은 14개, 2장 1절부터 3절까지는 35개의 단어(5×7)로 되어 있다. 엘로힘은 35번 언급되고, "하늘/창공"과 "땅"은 각각 21번 언급되며, "그대로 되니라"와 "신이 보시기에 좋았더라"는 구절은 각각 7번 나타난다.
창세기 1장에서 창조된 우주는 35–40에 나오는 성막과 놀라울 정도로 유사하며, 이 성막은 예루살렘 성전의 원형이자 야훼에 대한 제사장의 예배의 중심이었다. 이러한 이유와 다른 중동 창조 이야기들도 창조신을 위한 성전/집 건설로 절정을 이룬다는 점에서, 창세기 1장은 신의 집으로서의 우주 건설에 대한 묘사로 해석될 수 있으며, 예루살렘 성전은 그 지상 대표 역할을 했다.

### 창조 이전 (창세기 1:1–2)
1 태초에 하느님[엘로힘]이 천지를 창조하시니라.
2 땅이 혼돈하고 공허하며 흑암이 깊음 위에 있고 하느님의 영이] 물 위에 운행하시니라.
창세기 1:1의 첫 구절은 전통적으로 영어에서 "태초에 하느님이 창조하셨다"로 번역된다. 이 번역은 라틴어: 무에서 유를 창조하는 것('무로부터의 창조')을 시사한다. 그러나 히브리어는 모호하며 다른 방식으로도 번역될 수 있다. 영어성경 새 개역 표준역은 1절과 2절을 "태초에 하느님이 하늘과 땅을 창조하실 때, 땅은 형태가 없고 텅 비어 있었으며..."로 번역한다. 이 번역은 하느님이 창조 활동을 시작할 때 땅이 어떤 식으로든 이미 존재했음을 시사한다.
성경 학자 존 데이와 쓰무라 도시오는 창세기 1:1이 우주의 초기 창조를 묘사한다고 주장한다. 전자는 "창세기 1:2에서 미완성의 땅과 공기/바람의 의미로서의 하늘이 이미 존재했으므로, 창세기 1:1이 신의 창조 행위를 지칭한다고 가정하는 것이 가장 자연스럽다"고 썼다. 크리스틴 헤이스, 마이클 쿠간, 신시아 채프먼, 존 H. 월톤과 같은 다른 학자들은 창세기 1:1이 기존의 혼돈한 물질에서 질서 있는 우주를 창조하는 것을 묘사한다고 주장한다.
"창조했다"는 히브리어 '바라(bara')'를 번역한 것으로, 이 단어는 신의 창조 활동에만 사용되며, 사람들은 '바라(bara')'에 참여하지 않는다. 월튼은 '바라(bara')'가 반드시 물질의 창조를 의미하지는 않는다고 주장한다. 고대 근동에서 "창조하다"는 역할과 기능을 부여하는 것을 의미했다. 창세기 1장에서 신이 행하는 '바라(bara')'는 "하늘과 땅"을 혼돈에서 질서 있는 존재로 가져오는 것과 관련이 있다. 데이는 월튼의 창조 설화에 대한 기능적 해석에 이의를 제기한다. 데이는 물질적 창조가 "본문을 이해하는 유일한 자연스러운 방법"이며, 이 해석이 역사 대부분 동안 유일한 해석이었다고 주장한다.
대부분의 해석가들은 "하늘과 땅"이라는 구절을 전체 우주를 의미하는 부분 환유로 간주한다. 창세기 1장 2절은 땅이 "형체 없이 비어 있었다"고 묘사한다. 이 구절은 히브리어 tohu wa-bohu(히브리어: תֹהוּ וָבֹהוּ)를 번역한 것이다. Tohu 자체는 "공허, 헛됨"을 의미한다. 이는 사막 황야를 묘사하는 데 사용된다. Bohu는 알려진 의미가 없지만, 아랍어 bahiya('비어 있다')와 관련이 있는 것으로 보이며, tohu와 운율을 맞추고 강화하기 위해 만들어진 것으로 보인다. 이 구절은 예레미야 4:23에도 나타나는데, 여기서 선지자는 이스라엘에게 신에 대한 반역이 "땅이 '창조되지 않은' 것처럼" 어둠과 혼돈으로 돌아갈 것이라고 경고한다.
2절은 "흑암이 깊음 위에 있었다"로 이어진다. '깊음'이라는 단어는 히브리어 '테홈'(히브리어: תְהוֹם)을 번역한 것으로, 원시 대양을 의미한다. 흑암과 '테홈'은 '토후 와 보후' 외에 혼돈의 두 가지 요소이다. 에누마 엘리시에서는 물 깊음이 여신 티아마트로 의인화되어 마르두크의 적이 된다. 그러나 창세기에서는 그러한 의인화가 없다. 혼돈의 요소들은 악으로 간주되지 않고 신이 창조 작업을 시작하지 않았다는 징후로 여겨진다.
2절은 "그리고 하느님의 영[엘로힘]이 물 위에 운행하시니라"로 끝난다. 히브리어 '루아흐'(히브리어: רוּחַ)는 여러 가지로 번역될 수 있다. 문맥에 따라 '숨', '바람', 또는 '영'을 의미할 수 있다. 전통적인 번역은 "하느님의 영"이다. 히브리어 성경에서 신의 영은 신의 권능의 연장으로 이해된다. 이 용어는 "주의 손"(3:15)과 유사하다. 역사적으로 기독교 신학자들은 창조 시 성령, 즉 삼위일체의 세 번째 위격의 존재에 대한 성경적 지지를 제공했기 때문에 "영"을 지지했다.
다른 해석자들은 '루아흐'를 "바람"으로 번역해야 한다고 주장한다. 예를 들어, 새 개역 표준역은 이를 "신으로부터 오는 바람"으로 번역한다. 마찬가지로 '엘로힘'이라는 단어는 때때로 최상급 형용사(예: "강력한" 또는 "위대한")로 기능할 수 있다. 따라서 '루아흐 엘로힘'은 "강한 바람"을 의미할 수 있다. 바람과 물의 혼돈 사이의 연관성은 창세기 홍수 이야기에서도 볼 수 있는데, 창세기 8:1에서 신은 바람을 사용하여 물이 가라앉게 한다.
에누마 엘리시에서는 폭풍의 신 마르두크가 자신의 바람으로 티아마트를 물리친다. 창조 이전에 우주적인 전투 이야기가 고대 이스라엘인들에게 친숙했지만(위의 다른 성경적 창조 기록 참조), 창세기 1장에는 그러한 전투가 없지만 본문에는 원시 대양과 신의 바람에 대한 언급이 포함되어 있다. 대신 창세기 1장은 그 권능이 논쟁의 여지가 없으며 혼돈에서 질서를 가져오는 유일신을 묘사한다.

### 6일간의 창조 (1:3–2:3)

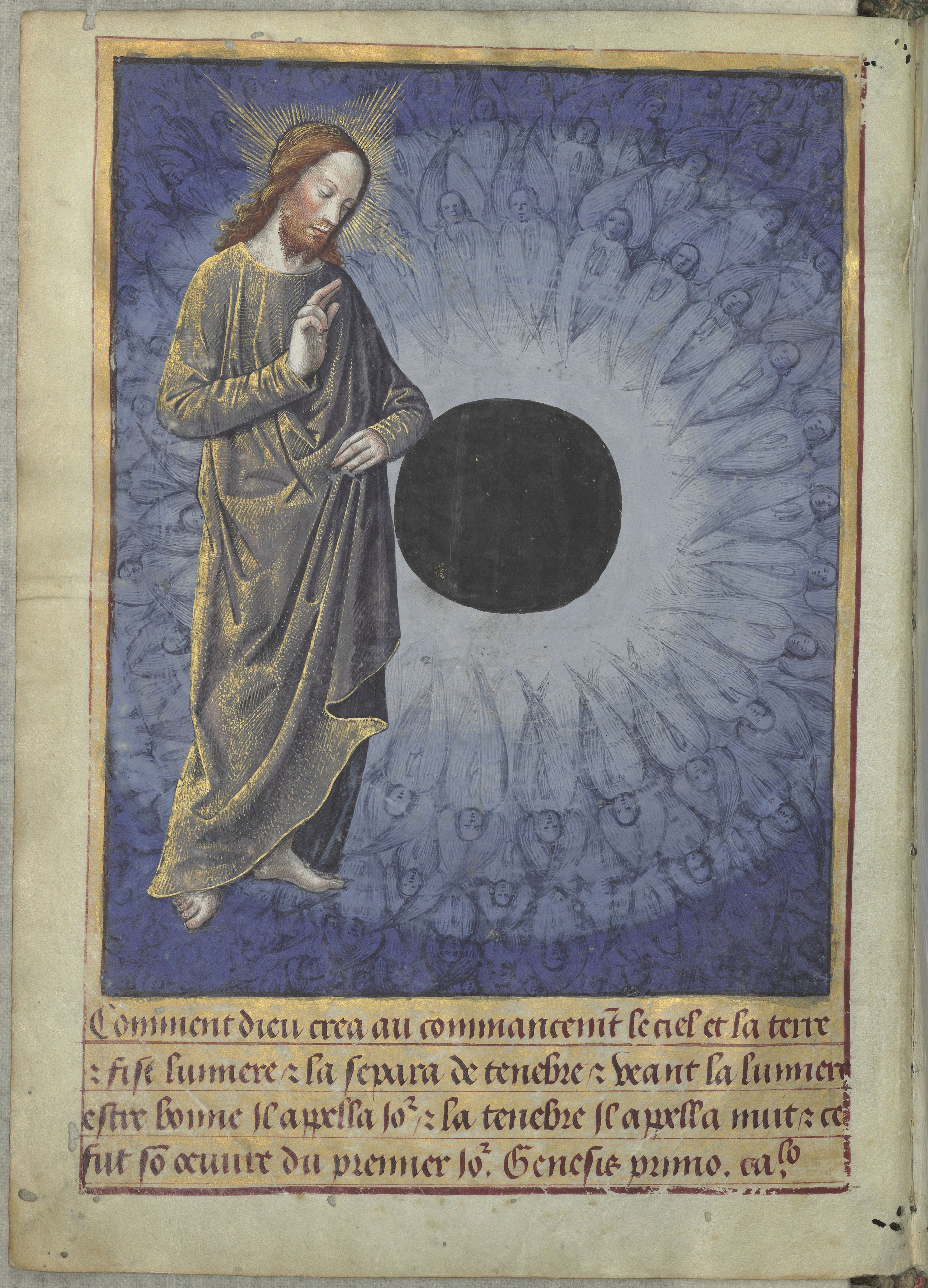
장 콜롱브의 루이 드 라발 시계첩(Heures de Louis de Laval)의 천지창조 첫째 날

창조는 엿새 동안 이루어진다. 창조 행위는 처음 사흘 동안 마지막 사흘 동안의 창조물들이 번성하는 데 필요한 환경을 조성하도록 배열되어 있다. 예를 들어, 신은 첫째 날에 빛을 창조하고 넷째 날에는 빛을 내는 천체를 창조한다.
| 1일차 | 빛               |
| 2일차 | 바다와 창공      |
| 3일차 | 땅과 식물        |
| 4일차 | 천체             |
| 5일차 | 새와 물고기      |
| 6일차 | 육상 동물과 인간 |

각 날은 유사한 문학적 패턴을 따른다.
1. 서론: "하느님이 말씀하시기를"
2. 명령: "있으라"
3. 보고: "그대로 되니라"
4. 평가: "하느님이 보시기에 좋았더라"
5. 시간 순서: "저녁이 되고 아침이 되니"

31절은 모든 창조를 "하느님이 지으신 모든 것을 보시니 보시기에 심히 좋았더라"로 요약한다. 성경 학자 R. N. 와이브레이에 따르면, "이것은 장인이 자신의 작품에 대한 평가이다... 이것이 반드시 윤리적 함의를 가질 필요는 없다. '좋았다'고 말하는 것은 인류가 아니라 장인으로서의 신의 작품이다."
여섯째 날이 끝날 무렵, 창조가 완성되면 세상은 인간의 역할이 신을 예배하는 우주적 성전이 된다. 이는 에누마 엘리시와 유사하며, 욥기 38장을 반영하기도 한다. 욥기 38장에서는 신이 창조의 초석이 놓일 때 별들, 즉 "하나님의 아들들"이 노래했던 것을 회상한다.

#### 첫째 날 (1:3–5)
3 하느님이 이르시되 빛이 있으라 하시니 빛이 있었고 4 빛이 하느님이 보시기에 좋았더라 하느님이 빛과 어둠을 나누사 5 빛을 낮이라 부르시고 어둠을 밤이라 부르시니라 저녁이 되고 아침이 되니 이는 첫째 날이니라.

창조 과정은 하느님의 주권과 전능함을 보여준다. 하느님은 명령으로 창조하시며, 신성한 명령에 의해 사물이 존재하게 된다. 왕처럼, 하느님은 단지 말씀만 하시면 일들이 일어난다. 첫째 날, 하느님은 빛을 창조하고 빛과 어둠을 분리한다. 그리고 그들에게 이름을 붙인다. 따라서 하느님은 시간을 창조한다.
말로 하는 창조는 메소포타미아 신화에서는 발견되지 않지만, 일부 이집트 창조 신화에서는 나타난다. 일부 이집트 신화에서는 신이 재채기나 자위를 통해 세상을 창조하지만, 멤피스 신학에서는 프타가 말로 창조한다. 창세기에서 창조 행위는 말로 시작하여 명명으로 완성된다. 이는 다른 고대 근동 문화에서도 유사한 점을 보인다. 멤피스 신학에서는 창조신이 모든 것에 이름을 붙인다. 비슷하게, 에누마 엘리시는 하늘, 땅, 신들에게 이름이 붙여지지 않았을 때 시작된다. 월튼은 "이러한 사고방식에서, 이름이 붙여지지 않으면 존재하지 않았다"고 썼다. 성경 학자 나훔 사르나에 따르면, 이러한 유사성은 "완전히 피상적"이다. 다른 고대 서사시에서 말로 하는 창조는 마법을 포함하기 때문이다.
올바른 단어의 선언은 올바른 마법 행위의 수행처럼 무기력한 물질에 내재된 잠재력을 현실화할 수 있으며, 오히려 필연적으로 현실화해야 한다. 다시 말해, 이는 물질과 그 조작자를 연결하는 신비로운 유대를 의미한다... 신성한 명령에 의한 창조라는 창세기 개념은 이와는 전혀 다르다. 성경이 신성한 말씀이 창조적으로 작용한 물질의 본질(만약 있다면)을 절대적으로 침묵한다는 점에 주목하라. 그것의 존재 여부는 중요하지 않다. 왜냐하면 그것과 하느님 사이에는 아무런 관계가 없기 때문이다. "있으라!" 또는 시편 기자가 반향했듯이 "그가 말씀하시매 그대로 되었도다"[시편 33:9]는 마법적인 단어의 발언을 의미하는 것이 아니라, 모든 자연이 완전히 종속된 전능하고 주권적이며 도전할 수 없는 절대적이고 초월적인 하느님의 의지 표현을 의미한다.

#### 둘째 날 (1:6–8)

고대 이스라엘인과 다른 근동 사람들은 세상이 물로 둘러싸여 있다고 이해했다. 위의 물은 단단한 돔 또는 창공(하늘)에 의해 담겨 있었다. 이 돔은 산으로 지지되었다.

6 하느님이 이르시되 물 가운데 궁창이 있어 물과 물로 나뉘라 하시니 7 하느님이 궁창을 만드사 궁창 아래의 물과 궁창 위의 물로 나뉘게 하시니 그대로 되니라 8 하느님이 궁창을 하늘이라 부르시니라 저녁이 되고 아침이 되니 이는 둘째 날이니라.

둘째 날, 하느님은 물을 나누기 위해 창공(히브리어: rāqîa)을 만드시는데, 이는 'šamayim'('하늘' 또는 '천국')이라 불린다. 물은 이교 신화에서 "원시적인 생성력"이었다. 그러나 창세기에서 원시 바다는 아무런 힘도 없으며 하느님의 명령에 완전히 복종한다.
Rāqîa는 얇은 판으로 금속을 두드리는 행위에 사용되는 동사인 rāqa'에서 파생되었다. 전 세계의 고대 사람들은 하늘이 단단하다고 믿었으며, 창세기 1장의 창공은 단단한 돔으로 이해되었다. 고대 근동 우주론에서는 지구는 위와 아래의 물로 둘러싸인 평평한 원반이다. 창공은 지구 가장자리의 산 위에 놓인 단단한 돔이다. 그것은 투명하여 사람들이 위의 물의 파란색을 볼 수 있으며, 비가 내릴 수 있도록 "창문"이 있다. 해, 달, 별은 창공 아래에 있다. 지구 깊은 곳에는 명계 또는 셰올이 있다. 지구는 아래 물에 박힌 기둥으로 지탱된다.
위의 물은 강수량의 근원이므로, rāqîa의 기능은 날씨를 통제하거나 조절하는 것이었다. 창세기 홍수 이야기에서는 "깊음의 모든 샘들이 터지고" 땅 아래의 물과 하늘의 "창문"에서 터져 나왔다.

#### 셋째 날 (1:9–13)
9 하느님이 이르시되 천하의 물이 한 곳으로 모이고 뭍이 드러나라 하시니 그대로 되니라 10 하느님이 뭍을 땅이라 부르시고 모인 물을 바다라 부르시니 하느님이 보시기에 좋았더라 11 하느님이 이르시되 땅은 풀과 씨 맺는 채소와 각기 종류대로 씨 가진 열매 맺는 나무를 내라 하시니 그대로 되어 12 땅이 풀과 각기 종류대로 씨 맺는 채소와 각기 종류대로 씨 가진 열매 맺는 나무를 내니 하느님이 보시기에 좋았더라 13 저녁이 되고 아침이 되니 이는 셋째 날이니라.

셋째 날이 끝날 무렵 하느님은 빛, 하늘, 바다, 땅의 근본적인 환경을 창조했다. 하느님은 나무와 식물을 직접 만들거나 창조하지 않고, 대신 땅에게 그것들을 생산하라고 명령한다. 근본적인 신학적 의미는 하느님이 이전에 불모였던 땅에 식물을 생산할 능력을 주었고, 이제 땅은 그 명령에 따라 그렇게 한다는 것으로 보인다. "각기 종류대로"는 나중에 모세오경에 나오는 법률을 내다보는 것으로 보이는데, 이 법률들은 분리를 통한 거룩함을 크게 강조한다.
첫 사흘 동안, 하느님은 시간, 기후, 식물을 설정했는데, 이 모든 것은 우주의 적절한 기능에 필수적이다. 농업 사회에 살았던 고대 사람들에게 기후 또는 농업 재앙은 기근을 통해 광범위한 고통을 초래할 수 있었다. 그럼에도 불구하고 창세기 1장은 하느님의 원래 창조물을 "좋았다"고 묘사한다. 즉, 자연 세계는 원래 인간의 생존에 위협이 되지 않았다.
우주의 세 단계는 다음으로 창조된 순서와 동일하게 채워진다. 즉, 하늘, 바다, 땅.

#### 넷째 날 (1:14–19)

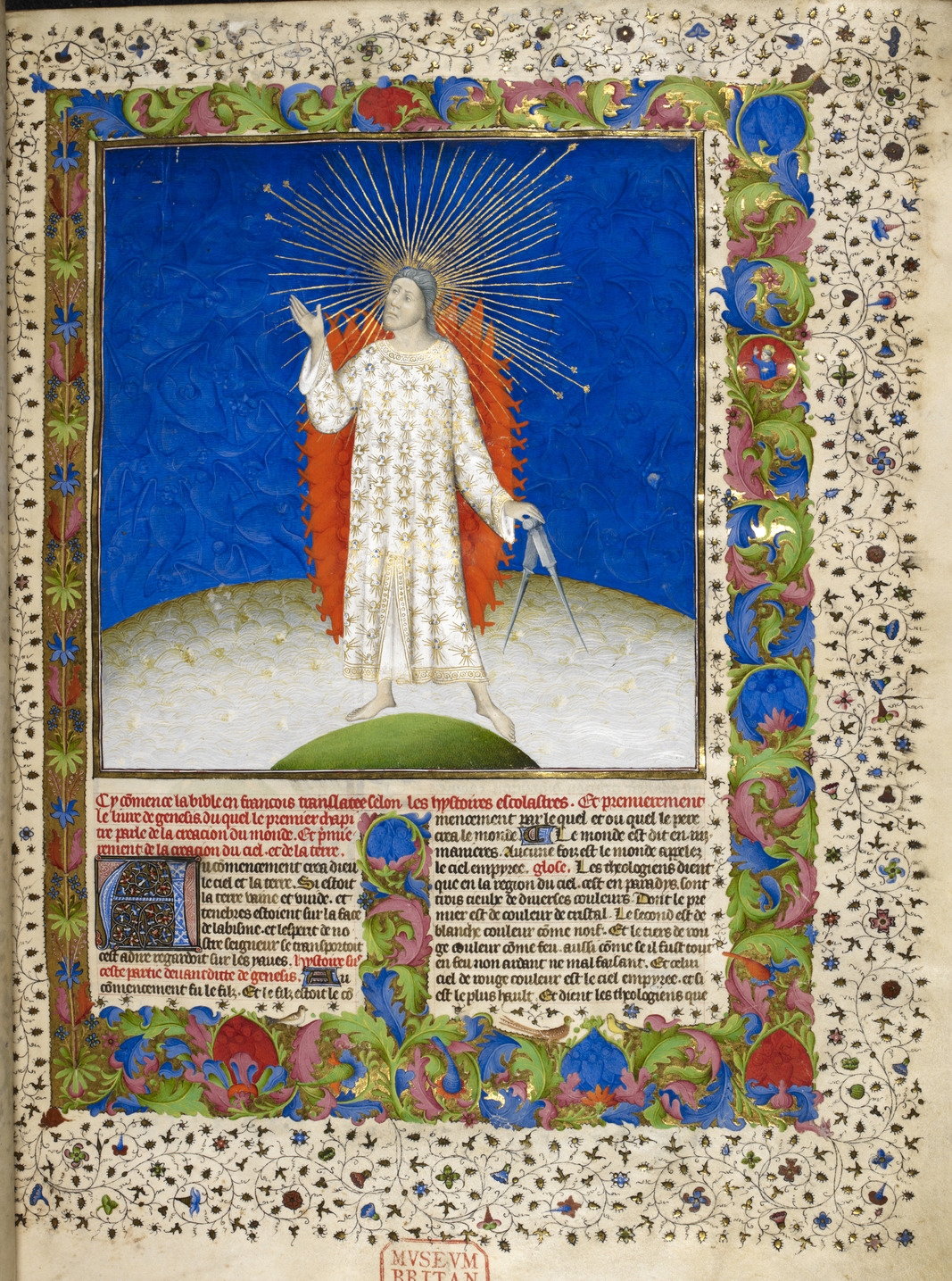
창조 – 성서 역사서 (약 1411년)

14 하느님이 이르시되 하늘의 궁창에 광명체들이 있어 낮과 밤을 나누고 그것들로 징조와 계절과 날과 해를 이루게 하라 15 또 광명체들이 하늘의 궁창에 있어 땅을 비추라 하시니 그대로 되니라 16 하느님이 두 큰 광명체를 만드사 큰 광명체로 낮을 주관하게 하시고 작은 광명체로 밤을 주관하게 하시고 또 별들을 만드시고 17 하느님이 그것들을 하늘의 궁창에 두어 땅을 비추게 하시며 18 낮과 밤을 주관하게 하시고 빛과 어둠을 나누게 하시니 하느님이 보시기에 좋았더라 19 저녁이 되고 아침이 되니 이는 넷째 날이니라.

첫째 날에 하느님은 빛(히브리어: 'ôr)을 만드신다. 넷째 날에 하느님은 창공에 놓인 "광명체" 또는 "등불"(히브리어: mā'ôr)을 만드신다. 이 단어는 모세오경의 다른 곳에서 성막에 있는 등대 또는 성전 메노라를 가리키는 데 사용되었는데, 이는 우주가 성전임을 나타내는 또 다른 언급이다. 구체적으로, 하느님은 "큰 광명체", "작은 광명체", 그리고 별들을 창조한다. 빅터 P. 해밀턴에 따르면, 대부분의 학자들은 "큰 광명체"와 "작은 광명체"를 선택한 것이 "해"와 "달"이라는 보다 명시적인 표현 대신 태양신과 월신에 대한 널리 퍼진 동시대의 믿음을 반박하려는 반신화적 수사학 때문이라는 데 동의한다. 실제로 라시는 넷째 날의 기록이 해와 달이 오직 하느님의 뜻에 따라 움직이며, 따라서 그것들을 숭배하는 것이 어리석은 일임을 보여준다고 주장한다.
넷째 날에는 "다스림"이라는 언어가 도입된다. 천체는 밤과 낮을 "다스리고" 계절, 연, 날을 표시할 것이다. 이것은 제사장 저자들에게 매우 중요한 문제였다. 왜냐하면 세 순례 축제는 해와 달의 주기에 따라 조직된 태음태양력으로, 12개월 또는 13개월이 될 수 있었기 때문이다.
창세기 1장 17절에 별들은 창공에 놓여 있다. 바빌로니아 신화에서는 하늘이 다양한 보석으로 만들어졌고 별들이 그 표면에 새겨져 있었다(출애굽기 24장 10절에서 이스라엘 장로들이 사파이어 바닥 하늘에 하느님을 보는 것과 비교).

#### 다섯째 날 (1:20–23)
하느님이 이르시되 물들은 생물로 번성하게 하라 땅 위 하늘의 궁창에는 새가 날아다니라 하시고 21 하느님이 큰 바다 괴물들과 물에서 번성하여 움직이는 모든 생물을 그 종류대로, 날개 있는 모든 새를 그 종류대로 창조하시니 하느님이 보시기에 좋았더라 22 하느님이 그들에게 복을 주시며 이르시되 생육하고 번성하여 여러 바다 물에 충만하라 새들도 땅에 번성하라 하시니라 23 저녁이 되고 아침이 되니 이는 다섯째 날이니라.

다섯째 날에 하느님은 바다와 공중의 동물들을 창조한다. 창세기 1장 20절에서 히브리어 '네페시 하야'(히브리어: nepeš ḥayya, '살아 있는 피조물')라는 용어가 처음 사용된다. 이들은 이전에 창조된 모든 것보다 더 높은 지위를 가지며, 하느님의 축복을 받는다.
창세기 1장 21절의 히브리어 단어 tannin( "바다 생물" 또는 "바다 괴물"로 번역됨)은 성경의 다른 곳에서 혼돈의 괴물인 라합과 레비아탄을 언급할 때 사용된다 (시편 74편:13, 27:1, 51:9). 이집트 및 메소포타미아 신화(메리케레의 교훈과 에누마 엘리시)에서 창조신은 하늘과 땅을 만들기 전에 바다 괴물들과 싸워야 한다. 그러나 창세기에는 전투의 암시가 없으며, tannin은 단순히 하느님에 의해 창조된 생물들이다. 따라서 창세기 기록은 고대 세계의 신화에 대한 명백한 논쟁이다.

#### 여섯째 날 (1:24–31)

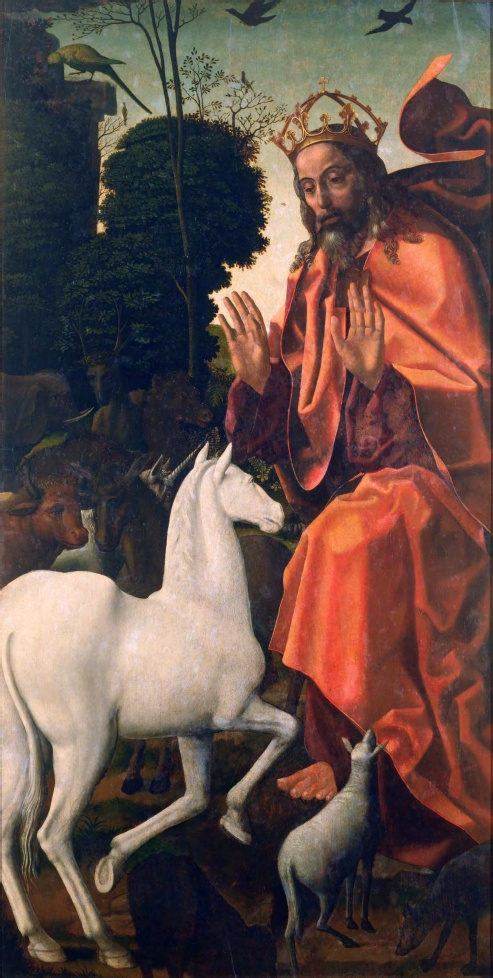
《동물의 창조》(1506–1511), 그랑 바스코

24 하느님이 이르시되 땅은 생물을 그 종류대로 내되 육축과 기는 것과 땅의 짐승을 그 종류대로 내라 하시니 그대로 되니라 25 하느님이 땅의 짐승을 그 종류대로, 육축을 그 종류대로, 땅에 기는 모든 것을 그 종류대로 만드시니 하느님이 보시기에 좋았더라
26 하느님이 이르시되 우리의 형상을 따라 우리의 모양대로 우리가 사람을 만들고 그들로 바다의 물고기와 하늘의 새와 가축과 온 땅과 땅에 기는 모든 기는 것을 다스리게 하자 하시고 27 하느님이 자기 형상 곧 하느님의 형상대로 사람을 창조하시되 남자와 여자를 창조하시고 28 하느님이 그들에게 복을 주시며 하느님이 그들에게 이르시되 생육하고 번성하여 땅에 충만하라, 땅을 정복하라, 바다의 물고기와 하늘의 새와 땅에 움직이는 모든 생물을 다스리라 하시니라 29 하느님이 이르시되 내가 온 지면의 씨 맺는 모든 채소와 씨 가진 열매 맺는 모든 나무를 너희에게 주노니 너희의 먹을거리가 되리라 30 또 땅의 모든 짐승과 하늘의 모든 새와 땅에 기는 모든 것 곧 생명 있는 모든 것에게는 내가 모든 푸른 풀을 먹을거리로 주노라 하시니 그대로 되니라 31 하느님이 그가 만드신 모든 것을 보시니 보시기에 심히 좋았더라 저녁이 되고 아침이 되니 이는 여섯째 날이니라.

여섯째 날, 하느님은 육상 동물과 인간을 창조한다. 바다와 공중의 동물들처럼 육상 동물들도 nepeš ḥayya(<gloss>살아 있는 피조물</gloss>)로 지정된다. 이들은 세 가지 범주로 나뉜다: 가축(behema), 먹이로 사용되는 야생 무리 동물(remeś), 그리고 야생 포식자(ḥayya). 땅은 셋째 날에 식물을 내었던 것과 같은 방식으로 동물들을 "낸다".
창세기 1장 26절에서 하느님은 "우리가 사람을 만들자..."라고 말씀하신다. 이는 여러 이론을 낳았는데, 가장 중요한 두 가지는 "우리"가 장엄 복수라는 것, 또는 그것이 하느님이 왕으로 즉위하여 하위 신성한 존재들에게 인류 창조를 제안하는 신성 회의의 배경을 반영한다는 것이다. 전통적인 해석은 "우리"가 신성 내의 여러 위격을 가리키며, 이는 삼위일체론을 반영한다는 것이다. 일부는 2절에 언급된 "하느님의 영"을 회상하는 "신성 내의 이중성"을 드러낸다고 주장하며 이를 정당화한다. "하느님의 영이 수면 위에 운행하시니라".
인류의 창조는 창조 기록의 절정이자 하느님이 세상을 창조한 함축적인 목적이다. 이 시점까지 창조된 모든 것은 인류의 사용을 위해 만들어졌다. 인간은 "하나님의 형상"대로 창조되었다. 이 의미는 불분명하지만 다음과 같은 제안들이 있다.
1. 지성, 의지 등 하느님의 영적인 특성을 가짐.
2. 하느님의 육체적 형상을 가짐.
3. 이 둘의 조합.
4. 지구상에서 하느님의 상대방이 되어 그와 관계를 맺을 수 있음.
5. 지구상에서 하느님의 대리자 또는 부왕이 됨.
6. 8:5의 천사들처럼 창조를 다스릴 권능을 가짐.
7. 도덕적 탁월성과 영화롭게 될 가능성 (참조 4:24; 3:10; 15:49-58).

창세기 1장 26절에서 하느님이 "우리가 사람을 만들자"고 말씀하실 때 사용된 히브리어 단어는 아담(adam)이다. 이 형태에서는 '인류'를 뜻하는 일반 명사이며, 이 창조물이 남성임을 암시하지 않는다. 첫 언급 이후 이 단어는 항상 '하아담(ha-adam)'으로 나타나지만, 창세기 1장 27절이 보여주듯이("하느님이 자기 형상 곧 하느님의 형상대로 사람을 창조하시되 남자와 여자를 창조하시고"), 이 단어는 여전히 exclusively 남성만을 뜻하지 않는다.
하느님은 인류에게 축복하며, 문화명령으로 알려진 것에서 번성하고 땅을 '정복'하고 '다스리라'(rdh)고 명령한다. 인류는 에덴 너머로 하느님의 나라를 확장해야 하며, 창조주 하느님을 모방하여 땅을 그분의 봉사에 사용하도록 노력해야 한다. 이는 명령의 성취를 위한 것이다. 여기에는 자손 번식, 땅의 정복과 충만(예: 천연 자원 활용), 피조물에 대한 지배(예: 동물 가축화), 일반적인 노동, 그리고 결혼이 포함될 것이다. 하느님은 동물과 인간에게 "푸른 식물을 먹을거리로 주었다"고 말씀하신다. 창조는 채식주의이다. 나중에 홍수 이후에야 인간은 육식을 허락받는다. 창세기의 제사장 저자는 인류가 자신과 동물 왕국 모두와 평화롭게 살았던 이상적인 과거를 회상하는 것으로 보이며, 이는 하느님과 조화롭게 제대로 된 희생적인 삶을 통해 다시 이룰 수 있다.
완성 후, 하느님은 "그가 만드신 모든 것을 보시니 보시기에 심히 좋았더라" (1:31)고 말씀하신다. 이스라엘 크놀에 따르면, 이는 창조 이전에 존재했던 물질들(히브리어: 토후 와 보후, "어둠", 히브리어: 테홈)이 "심히 좋지 않았다"는 것을 암시한다. 따라서 그는 제사장 문서가 악의 문제를 완화하기 위해 이러한 이분법을 설정했다고 가설을 세웠다. 그러나 콜린스에 따르면, 인간의 창조가 첫 창조 기록의 절정이기 때문에 "심히 좋았다"는 것은 인간이 하느님의 창조의 면류관으로서 그를 섬겨야 함을 의미한다.

#### 일곱째 날: 하느님의 안식 (2:1–3)

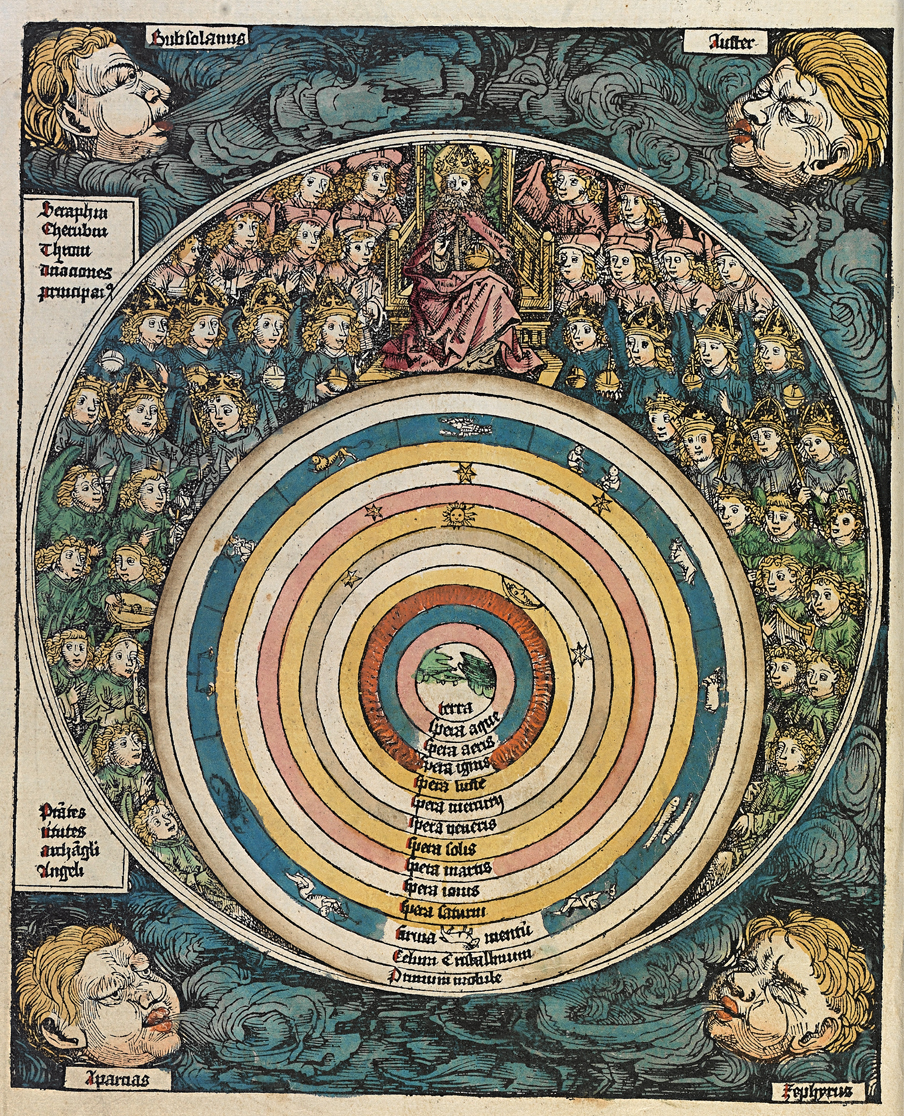
하르트만 셰델의 1493년 뉘른베르크 연대기에 나오는 천지창조 일곱째 날

천지와 만물이 다 이루어지니라 2 하느님이 그가 하시던 일을 일곱째 날에 마치시니 그가 하시던 모든 일을 그치고 일곱째 날에 안식하시니라 3 하느님이 그 일곱째 날을 복되게 하사 거룩하게 하셨으니 이는 하느님이 그 창조하시던 모든 일을 마치고 그 날에 안식하셨음이니라.

이 세 구절은 1장의 서술에 속하며 완성한다. 창조 다음에는 "안식"이 뒤따른다. 고대 근동 문헌에서 신성한 안식은 혼돈에 질서를 가져온 결과로 신전에서 이루어진다. 안식은 창조 작업이 끝났으므로 비개입, 그리고 신이 이제 자신의 신전에 현존하여 안전하고 질서 있는 우주를 유지하는 개입 둘 다를 의미한다. 출애굽기 20:8–20:11과 비교: "안식일을 기억하여 거룩하게 지키라. 엿새 동안은 힘써 네 모든 일을 할 것이나 일곱째 날은 네 하느님 여호와의 안식일인즉, 너나 네 아들이나 네 딸이나 네 남종이나 네 여종이나 네 가축이나 네 문안에 머무는 객이라도 아무 일도 하지 말라. 이는 엿새 동안에 여호와가 하늘과 땅과 바다와 그 가운데 모든 것을 만들고 일곱째 날에 안식하였음이라. 그러므로 여호와가 안식일을 복되게 하여 그 날을 거룩하게 하였느니라."

## 두 번째 이야기: 창세기 2장 4절–2장 25절

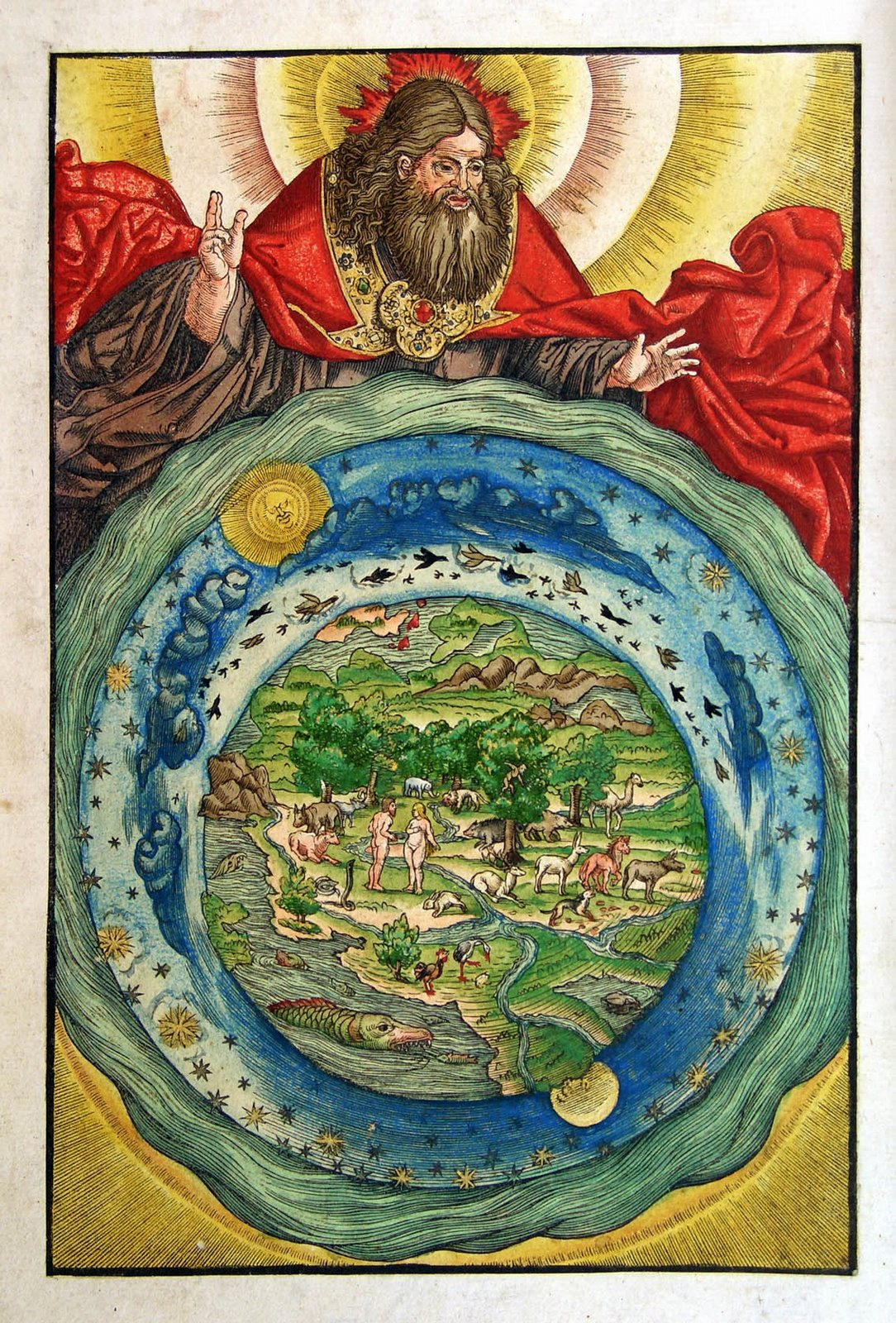
루카스 크라나흐의 《창조》, 1534

창세기 2장–3절의 에덴 동산 이야기는 아마도 기원전 500년에 "삶의 이상, 인간 영광의 위험, 그리고 인간성, 특히 인간 정신 능력의 근본적으로 모호한 본질에 대한 담론"으로 쓰여졌을 것이다. 이야기가 진행되는 에덴 동산은 신화적 인간과 신성한 세계의 경계에 놓여 있으며, 아마도 세계의 가장자리 근처에 있는 우주 대양의 먼쪽에 있을 것이다. 고대 근동의 전통적인 개념에 따라, 에덴 강은 먼저 그 대양을 형성한 다음 세계의 네 모서리에서 중심으로 흐르는 네 개의 강으로 나뉜다. 언약신학과 틀 해석을 대표하는 메러디스 클라인에 따르면, 이 이야기는 "결정적인 시험"의 장소를 설정하는데, 이는 또한 창세기 3장에서 "언약 위기"가 발생하는 곳이기도 하다.
두 번째 이야기를 구성하는 성경 단락은 일반적으로 킹 제임스 성경 2:4("이것은 천지가 창조될 때의 내력이라 주 하느님이 땅과 하늘을 만드시던 날에")에서 시작하는 것으로 여겨지는데, 이는 널리 인정되는 교차 대구이기 때문이다(다음 인용문에서 교차 대구의 각 주제는 그 위치를 나타내기 위해 "[x]"가 앞에 붙어 있다; "이것은 [a] 하늘 [b]과 땅 [c]의 내력이라 그것들이 창조될 때 [c'] 그 날에 주 [b'] 하느님이 땅 [a']과 하늘을 만드셨으니").

### 인류와 식물 생명의 기원 (2:4–7)
4절 서론의 내용은 바빌로니아 신화에서 발견되는 것과 유사한 정해진 서론이다. 인간이 창조되기 전에 땅은 히브리어: ’êḏ(히브리어: אד)로 물을 댄 황량한 황무지였다. 킹 제임스 성경 2:6은 이 단어를 유대교 관습에 따라 "안개"로 번역한다. 20세기 중반 이후로 히브리어 학자들은 이 단어의 실제 의미가 "지하수 샘"이라는 것을 일반적으로 받아들였다.
창세기 1장에서는 하느님의 활동에 대한 특징적인 단어가 히브리어: bara', '창조하다'인데, 창세기 2장에서는 그가 사람을 창조할 때 사용된 단어는 히브리어: yatsar (히브리어: יצר, yîṣer)로, '만들다'를 의미하며, 도예가가 흙으로 도자기를 빚는 것과 같은 맥락에서 사용되는 단어이다. 하느님은 자신의 숨을 진흙에 불어넣어 히브리어: nephesh (히브리어: נֶ֫פֶשׁ)가 되게 하는데, 이 단어는 '생명', '활력', '살아있는 인격'을 의미한다. 인간은 모든 피조물과 함께 히브리어: nephesh를 공유하지만, 본문은 하느님의 이 생명 부여 행위를 인간에게만 관련하여 묘사한다.

### 에덴 동산 (2:8–14)
"에덴"이라는 단어는 "생식력"을 의미하는 어근에서 유래한다. 첫 인간은 하느님의 기적적으로 비옥한 동산에서 일하게 된다. "생명나무"는 메소포타미아 신화의 모티프이다. 길가메시 서사시 (기원전 1800년경)에서 영웅은 이름이 "늙어도 젊어지는 사람"이라는 식물을 받지만, 뱀이 그에게서 그 식물을 훔친다. 클라인은 생명나무를 인간이 언약을 성공적으로 이행한 대가로 영생을 얻는 상징 또는 표증으로 간주한다. 두 번째 나무가 주는 지식의 종류에 대해서는 많은 학술적 논의가 있었다. 제안으로는 인간의 특성, 성적 의식, 윤리적 지식 또는 보편적 지식이 있으며, 마지막이 가장 널리 받아들여지고 있다. 에덴에서 인류는 지혜와 생명 중 하나를 선택할 수 있었고, 하느님은 그들에게 두 번째를 의도했지만 첫 번째를 선택했다.
신화 속 에덴과 그 강들은 실제 예루살렘, 성전, 그리고 약속된 땅을 나타낼 수 있다. 에덴은 하느님의 산 시온에 있는 신성한 정원, 즉 예루살렘을 나타낼 수 있다. 실제 기혼은 도시 외곽의 샘이었으며(에덴에 물을 공급하는 샘을 반영), 뱀과 그룹이 있는 정원의 이미지는 느후스단과 수호 그룹이 있는 솔로몬 성전의 실제 이미지를 반영하는 것으로 여겨져 왔다. 창세기 2장은 성경에서 에덴이 지리적 위치로 나타나는 유일한 곳이다. 다른 곳(특히 에제키엘서)에서는 에덴이 하느님의 거룩한 산에 위치한 신화적인 장소로, 왕이 "동산 중앙에" (2:9) 생명나무를 지키기 위해 신성한 정원에 놓인 원시 인간이라는 메소포타미아 신화의 메아리를 담고 있다.

### 하느님의 아담과의 언약 (2:15–17)
클라인은 언약(하느님의 법적 거래와 신성하게 승인된 약속)의 조건, 특히 행위 언약이 15-17절에 요약되어 있다고 말한다. 15절에서 인간은 동산을 "경작하고 지켜야" 한다(킹 제임스 성경) 또는 "일하고 돌봐야" 한다(새 국제판 성경). 17절에서 하느님은 "초점적인 시험 금지령"을 내리는데, 아담은 선악을 알게 하는 나무의 열매를 먹지 말아야 한다. 이는 "사법적 분별력"을 의미하며(참조 14:17; 3:9, 28), 금지령을 어길 경우 죽음이라는 저주가 따른다. 클라인은 이를 육체적인 죽음이 아닌 영적인 죽음 또는 영원한 파멸로 해석한다. 이 뒤에 있는 히브리어는 성경에서 사형 선고를 내리는 데 사용되는 형태이다. "선악"은 또한 부분 환유로 해석될 수 있으므로, 이 경우 단순히 "모든 것"을 의미할 것이다.

### 적합한 조력자 (2:18–25)
킹 제임스 성경 2:18에서 하느님께서 "사람이 혼자 사는 것이 좋지 못하니"라고 말씀하시기 전, 그리고 21-22절에서 아담을 잠들게 한 후 그의 갈비뼈로 하와를 창조하시기 전에, 아담의 첫 기록된 행동은 홀로 수행되었다. 그것은 하느님께서 그에게 데려온 다른 모든 피조물에게 이름을 붙이는 것이었다 (2:19–20). 이것은 1:28에서 아담에게 주어진 권위와 지배권의 행사로 보인다. 20절은 또한 모든 동물 중에서 그에게 적합한 조력자가 없었음을 명시하며, 이는 하와 창조 이야기로 이어진다.
첫 번째 여자는 아담의 갈비뼈 중 하나로 창조되어 남자에게 히브리어: ezer kenegdo(히브리어: עזר כנגדו, ‘êzer kəneḡdō)가 되게 하는데, 이 용어는 번역하기가 특히 어렵다. '케네그도(Kəneḡdō)'는 "나란히, 반대편에, 그에게 상응하는"을 의미하고, '에제르(‘êzer)'는 다른 사람을 위한 적극적인 개입을 의미한다. 창세기 1장에서 하느님이 우주의 요소들에 이름을 붙인 것은 그분의 창조물에 대한 권위를 보여주었고, 이제 남자가 동물들(그리고 여자)에게 이름을 붙인 것은 창조물 내에서 아담의 권위를 보여준다.
여자는 히브리어: ishah(히브리어: אשה, ’iš-šāh), 즉 '여자'라고 불리는데, 이는 그녀가 히브리어: ish(히브리어: אִישׁ, ’îš), 즉 '남자'로부터 취해졌기 때문이라고 설명되지만, 사실 두 단어는 관련이 없다.
아담은 도움을 주는 이를 받게 된 것을 기뻐하며, 그녀가 "내 뼈 중의 뼈요 살 중의 살이라"고 외친다(또는 노래한다). 앙리 블로허는 아담의 말을 "시"라고 언급하며, 앨리스터 윌슨은 그것을 "노래"로 취급해야 한다고 제안한다.
나중에 에덴 동산 이야기가 끝나고 여자는 히브리어: Ḥawwāh (히브리어: חוה, 하와)라는 이름을 얻는다. 이 단어는 히브리어로 '살아있는 것'을 의미하며, '뱀'을 의미할 수도 있는 어근에서 유래한다. 아시리아 학자 새뮤얼 노아 크레이머는 하와의 창조를 고대 수메르 신화의 에아와 연결시키는데, 에아는 "갈비뼈의 여인"인 여신 닌티에 의해 치유되었다. 이는 수메르어로 "갈비뼈"와 "살아 있게 하다"를 모두 의미하는 단어 '티'(ti)를 이용한 말장난을 통해 "살아 있게 하는 여인"이 되었다. 영어에서 전통적으로 "갈비뼈"로 번역되는 히브리어 단어는 "옆구리", "방", 또는 "들보"를 의미할 수도 있다. 오랜 해석 전통은 남자의 갈비뼈를 사용한 것이 남자와 여자 모두 동등한 존엄성을 가지고 있음을 강조한다고 본다. 왜냐하면 여자는 남자와 같은 재료로 창조되었고, 같은 과정으로 형태를 부여받고 생명을 얻었기 때문이다.

## 해석

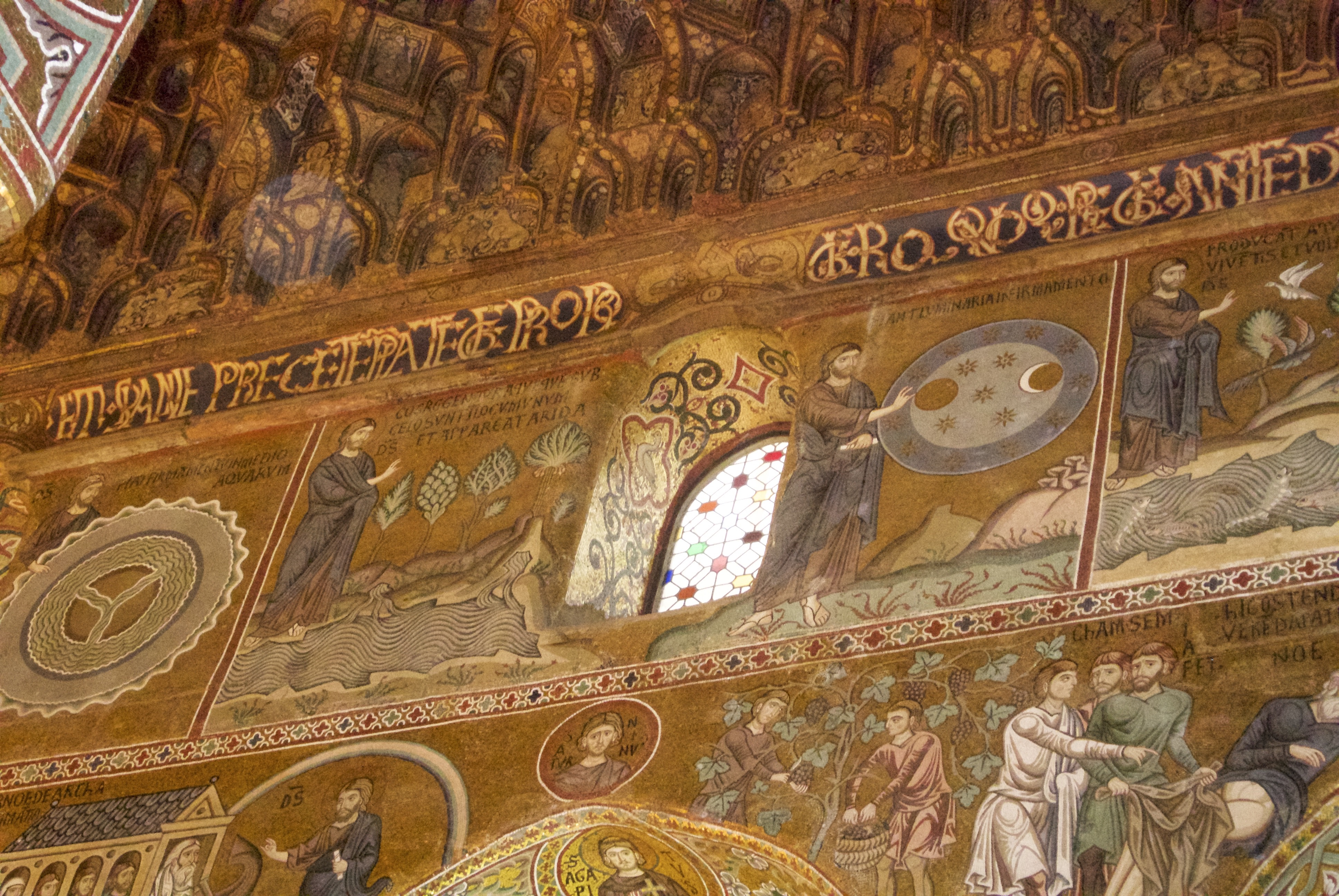
이탈리아 팔레르모의 팔라티나 성당에 있는 12세기 창세기 창조 설화 모자이크.

### 헥사에메론 문학
창세기 창조 설화는 헥사에메론 문학이라는 유대교 및 기독교 문학 장르에 영감을 주었다. 이 문학은 고대부터 중세에 이르기까지 성경 창조 설화의 주석, 설교, 논문을 작성하는 데 전념했다. 이 장르의 첫 번째 기독교적 예시는 4세기 신학자 케사리아의 바실리오스의 《헥사에메론》이었고, 아우구스티누스, 세루그의 야곱, 에데사의 야곱, 보나벤투라 등 많은 저자들이 계속해서 작품을 썼다.

### 틀 해석
틀 해석("문학적 틀" 관점, "틀 이론", "틀 가설"로도 알려짐)은 첫 창조 설화(더 정확히는 킹 제임스 성경 1:1–2:4a)의 구조에 대한 설명이다. 성경 학자들과 신학자들은 이 구조를 첫 창조 설화가 문자적인 창조 제시가 아닌 상징적인 제시임을 보여주는 증거로 제시한다.

#### 두 세 쌍과 세 왕국
클라인의 분석은 창세기 1장의 6일 창조를 두 개의 세 쌍("삼조")으로 나눈다. 서론인 창세기 1장 1-2절, "태초에... 땅이 형태 없이 비어 있고, 어둠이 깊음 위에 있으며... 하느님의 영이 그 위에 운행하시더라"는 어둠, 물의 "깊음", 그리고 형태 없는 땅을 포함하는 원시 우주를 묘사한다. 다음 사흘은 첫 번째 세 쌍을 묘사한다: 빛의 창조와 원시 어둠으로부터의 분리(창세기 1:3-5); 원시 물 속에 "창공"의 창조로 하늘(창공과 바다 표면 사이의 공간)과 "창공 아래의 물"이 나타나게 함(창세기 1:6-8); 그리고 창공 아래의 물을 바다와 마른 땅으로 나누고 식물과 나무를 만들게 함. 두 번째 세 쌍은 첫 번째 세 쌍의 세 요소에 생물을 채우는 것을 묘사한다: 밤낮을 위한 해, 달, 별(창세기 1:14-19), 하늘과 바다를 위한 물고기와 새(창세기 1:20-23), 그리고 마지막으로 식물이 있는 땅을 위한 동물과 사람(24-31). 이 틀은 다음 표에 나와 있다.
| 첫 번째 세 쌍 — 창조 왕국 | 첫 번째 세 쌍 — 창조 왕국                          | 두 번째 세 쌍 — 피조물 종류 | 두 번째 세 쌍 — 피조물 종류 |
| 첫째 날 (빛)              | 빛이 있으라 (1:3).                                 | 광명체들이 있으라 (1:14). | 넷째 날 (광명체)            |
| 둘째 날 (하늘/물)         | 물 가운데 궁창이 있어 물과 물로 나뉘라 (1:6).      | 물은 생물로 번성하게 하고 새는 땅 위에 날아다니라 (1:20). | 다섯째 날 (새/물고기)       |
| 셋째 날 (땅/식물)         | 마른 땅이 드러나라 (1:9). 땅은 채소를 내라 (1:11). | 땅은 생물을 내라 (1:24). 우리가 사람을 만들자 (1:26). 내가 너희에게 모든 씨 맺는 채소와 씨 가진 열매 맺는 모든 나무를 주노니... 너희의 먹을거리가 되리라 (1:29). | 여섯째 날 (육상 동물/인간)  |
| 창조주 왕                 |                                                    | |                             |
| 일곱째 날 (안식일)        |                                                    | |                             |

두 삼조를 분류하는 데 차이가 있지만, 클라인의 분석은 시사하는 바가 있다. 첫 번째 삼조(1-3일)는 창조 왕국의 설립을, 두 번째 삼조(4-6일)는 피조물 종류의 생산을 서술한다. 더욱이, 이 구조는 신학적 중요성도 있는데, 이는 6일간 창조된 모든 영역과 통치자들이 하느님의 하위 봉신이며, 하느님은 7일째에 창조주로서 왕의 안식을 취하시기 때문이다. 따라서 7일째는 창조주의 절정이다.

#### 지지자와 비판자
틀 해석은 많은 유신진화론자들과 일부 점진적 창조론자들이 지지한다. 일부는 교부 아우구스티누스의 저작에서 선례를 찾을 수 있다고 주장한다. 위트레흐트 대학교의 아리에 노르드지(Arie Noordzij)는 1924년에 틀 가설의 첫 제안자였다. 니콜라스 리더보스(Nicolaas Ridderbos, 그의 더 유명한 형인 헤르만 리델보스와 혼동하지 말 것)는 1950년대 후반에 이 견해를 대중화시켰다. 이는 현대에 메러디스 클라인, 앙리 블로허, 존 H. 월톤 및 브루스 월키와 같은 신학자 및 학자들의 연구를 통해 받아들여졌다. 구약학자이자 모세오경 학자인 고든 웬함은 다음 인용문에서 설명된 대로 창세기 1장의 개요적 해석을 지지한다.
우리 설화가 창조주의 작업의 일관성과 목적성을 표현하기 위해 사용하는 한 가지 장치, 즉 다양한 창조 행위를 엿새에 배분하는 것이 지나치게 문자적으로 받아들여져 해석된 것은 불행한 일이었다... 엿새 스케마는 창조에 내재된 체계와 질서를 강조하기 위해 이 장에서 사용된 여러 수단 중 하나일 뿐이다. 다른 장치로는 반복되는 공식의 사용, 단어와 구절을 10과 7로 묶는 경향, 교차 대구와 포괄과 같은 문학적 기법, 창조 행위를 일치하는 그룹으로 배열하는 것 등이 있다. 이러한 힌트가 엿새 창조 이야기의 도식화를 나타내기에 충분하지 않다면, 서술 내용 자체가 같은 방향을 가리킨다.

틀 해석은 현대에 들어 창세기 창조 설화와 현대 과학 사이의 전통적인 갈등을 해결하는 것으로 여겨지면서 성공을 거두었다. 이는 일부 보수적인 기독교인들과 창조론자들이 대중적으로 주장하는 창세기 설화의 문자적 해석에 대한 대안을 제시한다. 문자주의적 접근을 취하는 창조론자들은 성경적 권위를 희생하여 과학적 권위에 양보하는 것으로 창세기 창조 설화의 상징적 또는 우화적 해석을 거부한다. 틀 해석 지지자들은 성경이 자연 속에 있는 하느님의 일반계시를 확증한다고 지적하며 반박한다(19; 1:19–20 참조). 따라서 우주의 기원에 대한 진리를 탐구할 때 우리는 "말씀의 책"(성경)과 "행위의 책"(자연) 모두에 민감해야 한다. 하느님이 두 "책"의 저자이므로, 우리는 올바르게 해석할 때 둘이 서로 충돌하지 않을 것이라고 기대해야 한다.
틀 해석의 반대자로는 제임스 바, 앤드류 슈타인만, 로버트 맥케이브, 왕팅 등이 있다. 또한, 조직신학자인 웨인 그루뎀과 밀러드 J. 에릭슨과 같은 일부 보수주의 학자들은 틀 해석을 창세기 본문에 대한 부적절한 해석으로 비판했다. 그루뎀은 "틀 해석"이 성경의 진실성을 부인하지는 않지만, 더 자세히 살펴보면 매우 개연성이 낮은 성경 해석을 채택하고 있다"고 말한다.

### 문자적 해석

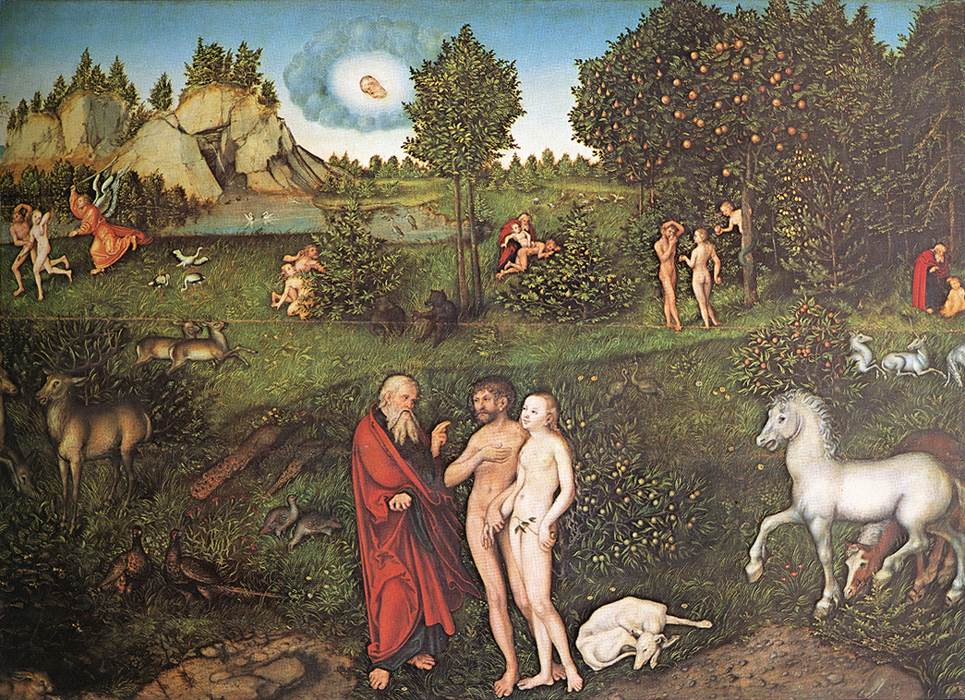
에덴 (루카스 크라나흐, 1472–1553)

창세기 창조 설화에서 도출될 의미는 독자가 그 장르, 즉 속하는 문학적 "유형"(예: 창조 신화, 역사적 서사, 또는 과학적 우주론)을 어떻게 이해하느냐에 달려 있을 것이다.
성서비평학이 성경에 대한 많은 전통적인 견해를 해체했지만, 보수적인 복음주의 전통은 창세기 창조 설화를 문자적으로 해석하는 경향이 있었지만, 창세기 해석에 대한 (때로는 열띤) 논쟁에도 참여했다.
날-시대 이론을 지지하는 천체물리학자 휴 로스는 창세기의 창조 1일과 4일을 다음과 같이 해석한다: 창조 1일에는 태양과 달을 포함한 하늘이 이미 창조되었지만 대기가 불투명하여 빛이 지구 표면에 도달하지 못했으며, 창조 4일에는 대기가 천체가 볼 수 있을 정도로 투명해져서 창세기의 이야기대로 징조와 계절과 날과 해를 이루는 기능을 수행할 수 있게 되었다. 그는 선캄브리아기 동안 대기 중 산소가 증가하여 안개와 구름이 줄어든 것을 자신의 해석과 연관시켰다. 그는 또한 창세기 1장의 식물을 산소를 생성하는 미생물로 해석하고, 창조 6일에 창조된 동물은 모든 지상 동물이 아니라 인간 활동에 필요한 동물이라고 보아 창조 5일에 역시 육상 동물이 창조되었을 수 있다고 제안한다.
유신진화론에서는 지구 역사의 어느 시점에 하나님이 개입하여 인류에게 영혼이 생겼다고 보고 있다. 유신진화론 단체인 바이오로고스(BioLogos)에서는 아담과 이브는 이 초기 인류의 영적 대표자였을 것으로 해석한다.
성경 학자 프랜시스 앤더슨에 따르면, 저자의 의도와 그들이 글을 썼던 문화를 오해하면 오독을 초래할 것이다. 개혁주의 및 복음주의 학자 브루스 월키는 그러한 오독 중 하나인 "목재처럼 문자적인" 접근 방식에 대해 경고한다. 이는 "창조과학"뿐만 아니라 "간격 창조론", "젊은 지구 창조론"이라는 가정, 그리고 진화론의 부정과 같은 "납득하기 어려운 해석"으로 이어진다. 유대학 학자 존 D. 레벤슨은 창세기에 역사성을 부여할 수 있는지에 대해 더 나아가 의문을 제기한다.
창세기 이야기 뒤에는 얼마나 많은 역사가 놓여 있는가? 원시 이야기의 행동이 일반적인 인간 역사의 평면에서 일어나는 것으로 표현되지 않고 고대 신화와 너무나 많은 유사점을 가지고 있기 때문에, 그 서술을 역사적이라고 말하는 것은 매우 비약적이다.

다른 학자인 콘래드 하이어스는 같은 생각을 이렇게 요약했다. "창세기 기록에 대한 문자적 해석은 부적절하고 오해의 소지가 있으며 비현실적이다. 왜냐하면 그것은 거기에 없는 문학의 종류와 의도를 전제하고 주장하기 때문이다."

## 같이 보기
- 아다파
- 세계 연대
- 아폴로 8호 창세기 낭독
- 창세기의 우화적 해석
- 고대 근동 문헌들
- 바빌로니아 신화
- 성경 연대
- 성경 우주론
- 성서비평학
- 기독교 신화
- 창조–진화 논쟁
- 문화명령
- 문화명령
- 수메르 창조신화
- 창세기 홍수 이야기
- 헥사에메론
- 이슬람 신화
- 창조 신화 목록
- 닌기쉬지다
- 종교와 신화
- 사나마히 창조 신화
- 수메르 문학
- 유신진화론
- 바벨탑
- 선악을 알게 하는 나무

## 더 읽어보기
- Brettler, Mark Zvi (2005). 《성경을 읽는 방법》. 유대인 출판사. ISBN 978-0-8276-1001-9. 2023년 3월 8일에 원본 문서에서 보존된 문서. 2020년 11월 11일에 확인함.
- Brueggemann, Walter (1982). 〈창세기 1:1–2.4〉. 《창세기 해석》. 웨스트민스터 존 녹스 프레스. 382쪽. ISBN 978-0-8042-3101-5.
- Carr, David M. (2011). 〈에덴 동산 이야기〉. 《구약 개론》. 존 와일리 & 선즈. ISBN 978-1-4443-5623-6. 2023년 3월 8일에 원본 문서에서 보존된 문서. 2020년 11월 11일에 확인함.
- Dalley, Stephanie (2000). 《메소포타미아 신화: 창조, 홍수, 길가메시 등》. 옥스포드 대학교 출판부. ISBN 978-0-19-283589-5. 2023년 3월 8일에 원본 문서에서 보존된 문서. 2020년 2월 2일에 확인함.
- Friedman, Richard Elliott (2003). 《출처가 드러난 성경》. 하퍼콜린스. ISBN 978-0-06-195129-9. 2023년 3월 8일에 원본 문서에서 보존된 문서. 2020년 11월 11일에 확인함.
- Ginzberg, Louis (1909). 《유대인의 전설》. 유대인 출판사. 695쪽. 2020년 3월 13일에 원본 문서 (PDF)에서 보존된 문서. 2018년 2월 2일에 확인함.
- Graves, Robert; Patai, Raphael (1986). 《히브리 신화: 창세기》. 랜덤하우스. ISBN 978-0-7953-3715-4. 2023년 3월 8일에 원본 문서에서 보존된 문서. 2020년 2월 2일에 확인함.
- Heidel, Alexander (1963). 《바빌로니아 창세기》 2판. 시카고 대학교 출판부. ISBN 0-226-32399-4. 2023년 3월 8일에 원본 문서에서 보존된 문서. 2020년 11월 11일에 확인함.
- Heidel, Alexander (1963). 《길가메시 서사시와 구약 병행구》 2 Revis판. 시카고 대학교 출판부. ISBN 0-226-32398-6. 2023년 3월 8일에 원본 문서에서 보존된 문서. 2020년 11월 11일에 확인함.
- Kaplan, Aryeh (2002). 〈하쉠/엘로힘: 자비와 정의 혼합하기〉. 《아리예 카플란 독서집: 그가 남긴 선물》. 메소라 출판사, Ltd. 224쪽. ISBN 0-89906-173-7. 2023년 3월 8일에 원본 문서에서 보존된 문서. 2010년 12월 29일에 확인함.
- King, Leonard (2010). 《에누마 엘리시: 창조의 일곱 서판; 세상과 인류의 창조에 관한 바빌로니아 및 아시리아 전설》. 코시모 Inc.
- Kramer, Samuel Noah (1956). 《역사는 수메르에서 시작된다: 기록된 역사상 최초의 39가지》.
- Kugler, Robert; Hartin, Patrick (2009). 《성경 개론》. 이어드만스. ISBN 978-0-8028-4636-5. 2023년 3월 8일에 원본 문서에서 보존된 문서. 2020년 11월 11일에 확인함.
- Leeming, David A. (2010). 《세계의 창조 신화: 백과사전》 1. ABC-CLIO. ISBN 978-1-59884-174-9.
- Louth, Andrew (2001). 〈서론〉.   Andrew Louth. 《창세기 1–11장》. 인터버시티 프레스. ISBN 978-0-8308-1471-8. 2023년 3월 8일에 원본 문서에서 보존된 문서. 2020년 11월 11일에 확인함.
- McMullin, Ernin (2010). 〈무에서 유를 창조함: 초기 역사〉.   Burrell, David B.; Cogliati, Carlo; Soskice, Janet M.; Stoeger, William R. 《창조와 아브라함의 하느님》. 케임브리지: 케임브리지 대학교 출판부. ISBN 978-1-139-49078-8. 2023년 3월 8일에 원본 문서에서 보존된 문서. 2020년 11월 11일에 확인함.
- Penchansky, David (2005년 11월). 《신들의 황혼: 히브리어 성경의 다신론》. 웨스트민스터/존 녹스 프레스. ISBN 0-664-22885-2. 2023년 3월 8일에 원본 문서에서 보존된 문서. 2020년 11월 11일에 확인함.
- Sawyer, John F. A. (1992). 〈하느님의 형상, 뱀의 지혜, 선악 지식〉.   Paul Morris, Deborah Sawyer. 《정원 산책: 에덴의 성경적, 도상학적, 문학적 이미지》. 셰필드 아카데믹 프레스. ISBN 978-0-567-02447-3. 2023년 3월 8일에 원본 문서에서 보존된 문서. 2020년 11월 11일에 확인함.
- Schwartz, Howard; Loebel-Fried, Caren; Ginsburg, Elliot K. (2007). 《영혼의 나무: 유대교 신화》. 옥스포드 대학교 출판부. 704쪽. ISBN 978-0-19-535870-4. 2023년 3월 8일에 원본 문서에서 보존된 문서. 2020년 11월 11일에 확인함.
- Smith, Mark S. (2002년 10월). 《하느님의 초기 역사: 야훼와 고대 이스라엘의 다른 신들》 2판. 윌리엄 B. 이어드만스 출판사. ISBN 0-8028-3972-X. 2023년 3월 8일에 원본 문서에서 보존된 문서. 2020년 11월 11일에 확인함.
- Stenhouse, John (2000). 〈창세기와 과학〉.   Gary B. Ferngren. 《서구 전통 과학 및 종교의 역사: 백과사전》. 뉴욕, 런던: 갈랜드 퍼블리싱, Inc. 76쪽. ISBN 0-8153-1656-9.
- Stagg, Evelyn and Frank (1978). 〈창세기와 과학〉. 《예수 세계의 여인》. 필라델피아, 펜실베이니아: 웨스트민스터 프레스. 135쪽. ISBN 0-664-24195-6.
- Tsumura, David Toshio (2005). 《창조와 파괴: 구약의 카오스캄프 이론 재평가》. 아이젠브라운. ISBN 978-1-57506-106-1. 2023년 3월 8일에 원본 문서에서 보존된 문서. 2020년 11월 11일에 확인함.
- Walton, John H.; Matthews, Victor H.; Chavalas, Mark W. (2000). 〈창세기〉. 《IVP 성경 배경 주석: 구약》. 인터버시티 프레스. ISBN 978-0-8308-1419-0. 2023년 3월 8일에 원본 문서에서 보존된 문서. 2020년 11월 11일에 확인함.
- Wylen, Stephen M. (2005). 〈6장 미드라시〉. 《토라의 70가지 얼굴: 성경을 읽는 유대인의 방식》. 폴리스트 프레스. 256쪽. ISBN 0-8091-4179-5. 2023년 3월 8일에 원본 문서에서 보존된 문서. 2020년 11월 11일에 확인함.

### 성경 본문
- 1장 보관됨 2010-06-12 - 웨이백 머신 2장 보관됨 2024-01-13 - 웨이백 머신 (히브리어-영어 본문, JPS 1917년 판본에 따라 번역됨)
- 1장 2장 3장 (히브리어-영어 본문, 라시 주석 포함. 번역은 A. J. 로젠버그 랍비가 편집한 권위 있는 유대교 출판사 번역본이다.)
- 1장 보관됨 2011-08-06 - 웨이백 머신 2장 보관됨 2011-08-04 - 웨이백 머신 (새 미국 성경)
- 1장 2장 (킹 제임스 성경)
- 1장 2장 (개역 표준역)
- 1장 2장 (새 생활 번역)
- 1장 2장 (새 미국 표준 성경)
- 1장 2장 (새 국제판 성경 (영국))

### 메소포타미아 본문
- "에누마 엘리시", 동양 백과사전 보관됨 2024-12-25 - 웨이백 머신 에누마 엘리시 요약 및 전문 링크.
- ETCSL—에리두 창조 신화 전문 및 번역 (대체 사이트) (수메르 문학 전자 텍스트 코퍼스, 옥스포드)
- "길가메시 서사시" (요약) 보관됨 2005-12-30 - 웨이백 머신
- 대영박물관: 아트라하시스 서사시가 담긴 시파르 출토 쐐기 문자 점토판

### 틀 해석
- 《창세기 1장의 논리적 틀》, 미국 과학 연합 (틀 관점 옹호).
- Akin, Jimmy (2003), “창조의 엿새”, 《이 바위》 (가톨릭), 2007년 4월 27일에 원본 문서에서 보존된 문서, 2007년 2월 22일에 확인함 (틀 관점과 가톨릭 가르침과의 일반적인 일치 설명).
- "찰스 리 아이언스의 창세기 창조일 틀 해석" - 유튜브

### 관련 링크
- 인간 연대기 (대화형) – 스미스소니언, 국립 자연사 박물관 (워싱턴 D.C.) (2016년 8월).